# NCSM Onondaga (S73)
Pour les articles homonymes, voir Onondaga.
Vous lisez un « bon article » labellisé en 2011.  Il fait partie d'un « bon thème ».
Le NCSM Onondaga (S73) est un sous-marin de la Marine royale canadienne des Forces armées canadiennes transformé en navire musée à Rimouski au Québec (Canada) depuis 2009. Il fait partie de la classe Oberon, une série de sous-marins à propulsion conventionnelle de conception britannique construits dans les années 1960 et 1970. 

## Histoire
Il a été acquis en 1963 lors d'une commande de trois sous-marins jumeaux effectuée dans le contexte de la guerre froide qui a permis au Canada de se doter d'une flotte permanente de sous-marins. Son nom et ses armoiries rappellent le peuple amérindien des Onondagas vivant en Ontario.
Sa quille est posée en 18 juin 1964 au chantier naval de Chatham Dockyard[réf. nécessaire], au Royaume-Uni, après une année de travaux préparatoires. La cérémonie traditionnelle voit la participation d’épouses de membres de l’équipe de construction, dont certaines Canadiennes. Une section circulaire du massif central de la coque pressurisée, pesant plusieurs tonnes, est installée sur le chantier grâce à un grand cabestan actionné par les invitées. Par la suite, dix cadres circulaires de la coque sont assemblés, puis les éléments de proue et de poupe sont ajoutés. Une fois les plaques d’acier fixées et les réservoirs externes installés, le sous-marin prend forme. Le lancement du Onondaga a lieu environ quinze mois plus tard, après l'installation du pont, de la passerelle et du massif.
Il est mis en service en 1967 au sein de la Flotte de l'Atlantique de la Marine royale canadienne à Halifax en Nouvelle-Écosse. La flotte de l'Atlantique est par la suite intégrée aux Forces maritimes de l'Atlantique (FMAR[A]). La carrière militaire du NCSM Onondaga s'est déroulée presque exclusivement dans l'océan Atlantique où il a participé à plusieurs missions sous l'égide de l'Organisation du traité de l'Atlantique nord (OTAN).
Pendant sa carrière militaire, il a fait l'objet de plusieurs programmes d'entretien et de modernisation appelés refontes qui visaient non seulement à conserver sa structure et ses composantes mécaniques en bon état, mais aussi à améliorer ses capacités militaires en modernisant son appareillage électronique et son armement. Ces modifications permettaient au sous-marin de demeurer efficace dans sa lutte anti-sous-marine.
En 1998, le Canada prend la décision de conserver une flotte opérationnelle de sous-marins et fait l'acquisition de quatre sous-marins britanniques de la classe Victoria. Cet achat permet à la marine canadienne de retirer du service ses vieux Oberon, le NCSM Onondaga étant le dernier de sa classe à être mis hors service en juillet 2000, à la suite d'une carrière militaire qui a duré 33 ans.
Après l'échec d'un projet de transport du sous-marin jusqu'au site du Musée canadien de la guerre à Ottawa, c'est le Site historique maritime de la Pointe-au-Père (SHMP), un musée situé à Rimouski au Québec, qui en fait l'acquisition en 2005 dans le but de le transformer en navire musée. Le NCSM Onondaga a été remorqué d'Halifax à Rimouski en juillet 2008 et son installation sur son site d'exposition permanent dans le quartier de Pointe-au-Père à Rimouski, au cours de l'automne de la même année, a été réalisée avec beaucoup de difficultés. L'exposition, inaugurée en juin 2009, est un succès et permet au musée de remporter un Grand prix du tourisme québécois.

## Origine du nom, devise et emblème

Emblème du NCSM Onondaga

Le mot Onondaga, qui signifie « peuple de la montagne », est le nom d'un peuple amérindien, les Onondagas, installés de part et d'autre du fleuve Saint-Laurent sur les territoires actuels de la province de l'Ontario au Canada et de l'État de New York aux États-Unis. Le peuple onondaga ou onontagué fait partie de la nation iroquoise et il est membre de la confédération des Cinq-Nations.
Le sigle « NCSM » signifie « Navire canadien de Sa Majesté » et est l'équivalent français du sigle anglais « HMCS » qui signifie « Her Majesty's Canadian Ship ». Le sous-marin est aussi identifié sous le nom de « S73 ». La lettre S précédant le numéro d'identification correspond à la nomenclature de la classe Oberon dans la Royal Navy et le numéro 73 à la suite numérique des navires dans la flotte de la marine canadienne (pennant number en anglais). Son code international de reconnaissance radio est « CGNQ ».
Comme tous les navires de la Marine royale canadienne, le NCSM Onondaga s'est vu attribuer un emblème distinctif lors de sa mise en service. L'emblème du sous-marin est un wampum de la nation onondaga, un bracelet cérémonial de grande valeur dans les cultures amérindiennes,. Au centre du bracelet est présente une tête de massue rappelant celle utilisée en 1792 par John Graves Simcoe lors de l'inauguration du parlement du Haut-Canada à Toronto. Le lieutenant-gouverneur Simcoe avait fait le voyage vers Toronto à bord de la goélette Onondaga. La devise du sous-marin est « Invecta », un mot latin signifiant invaincu.

## Caractéristiques

### La classe Oberon
La classe Oberon est une série de sous-marins d'attaque conventionnels construits dans les années 1960 et 1970 dans différents chantiers maritimes britanniques. Les Oberon canadiens ont été construits dans les chantiers de la Chatham Dockyard à Chatham au Royaume-Uni. Il s'agit essentiellement de sous-marins du même type que ceux construits à la fin de la Seconde Guerre mondiale, les sous-marins de la classe Porpoise, qui ont été modernisés par l'ajout de certaines caractéristiques inspirées des U-Boote allemands. Leur succès à l'époque est lié au fait qu'ils sont considérés comme les sous-marins non nucléaires les plus silencieux et les plus efficaces et qu'ils sont aussi beaucoup moins coûteux que les sous-marins équivalents de fabrication américaine,. La popularité des sous-marins de la classe Oberon fait en sorte qu'on les retrouve dans les flottes de guerre de l'Australie, du Brésil, du Canada, du Chili et du Royaume-Uni.

### Les dimensions et la configuration interne
Les dimensions du NCSM Onondaga sont de 88,5 mètres (290 pieds) de longueur et de 8,1 mètres (27 pieds) de diamètre. Le déplacement du navire (poids) en surface est de 1 400 tonnes et de 2 410 tonnes en plongée avec un tirant d'eau de 5,5 mètres (18 pieds).
La configuration interne du sous-marin suit un plan standard. On retrouve dans le compartiment arrière les systèmes liés aux hélices et à l'appareil à gouverner hydraulique du submersible ainsi qu'un sas d'évacuation. Puis en se dirigeant vers l'avant, on trouve la salle des moteurs suivie de l'espace des batteries, la salle de commande et du kiosque, les quartiers de l'équipage et, finalement, la salle des torpilles à l'avant où se trouvait également le deuxième sas d'évacuation.

### La propulsion

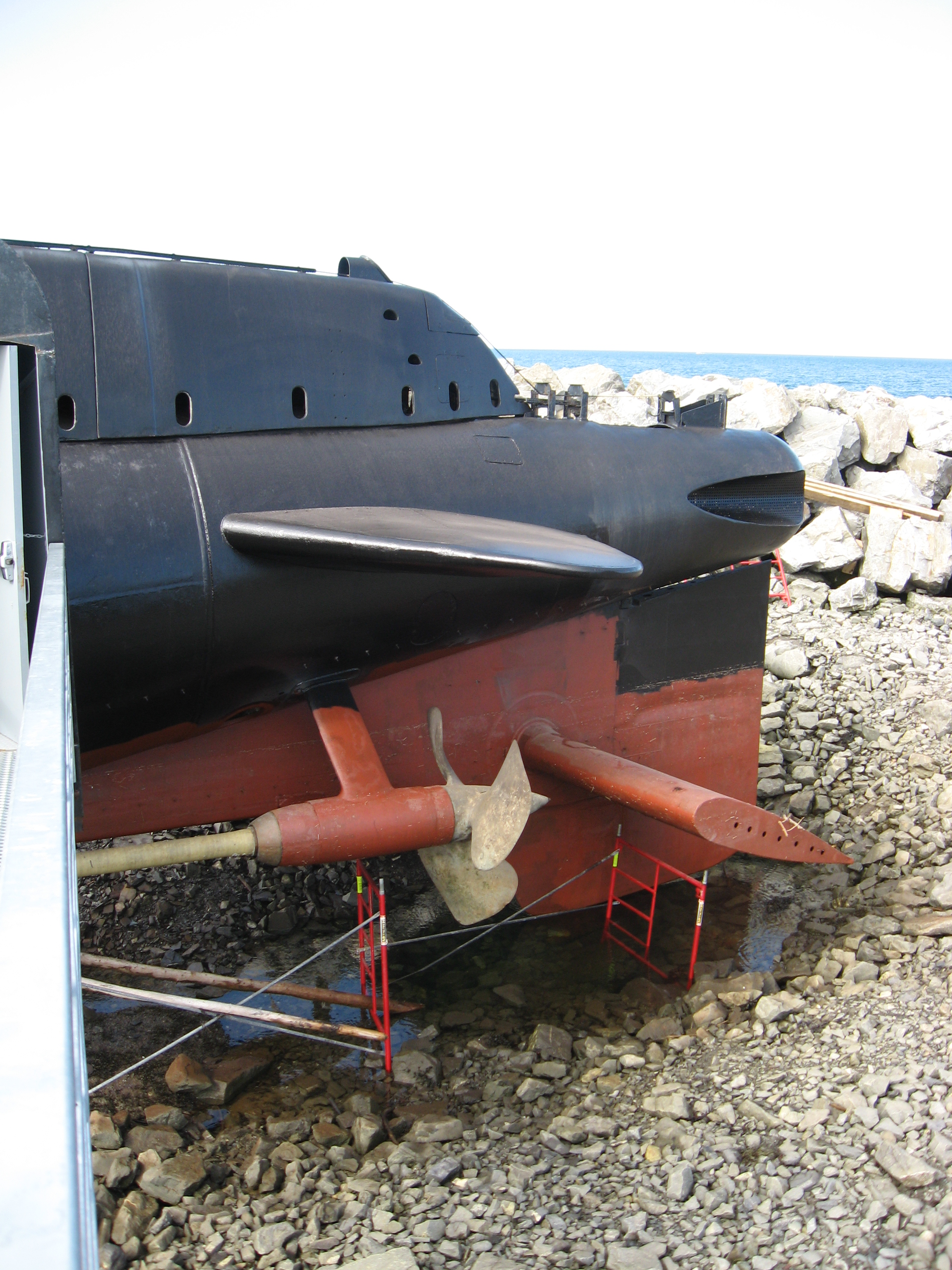
Systèmes de propulsion et de navigation du NCSM Onondaga

La propulsion du sous-marin était assurée par deux moteurs électriques de 3 000 hp fabriqués par English Electric et couplés directement aux deux hélices. Leur alimentation électrique était assurée par deux batteries fabriquées par la D. P. Battery Company Limited. Les composantes des moteurs des sous-marins de la classe Oberon étaient montées sur des coussinets isolants en caoutchouc et, lors de la construction du NCSM Onondaga, ces moteurs étaient considérés comme les plus fiables et les plus silencieux qui existaient. Ils permettaient aux sous-marins de la classe Oberon de se déplacer sous l'eau sur de longues distances sans être repérés et ont fait en sorte que les Oberon sont demeurés compétitifs pendant très longtemps face aux sous-marins nucléaires.
Les moteurs du NCSM Onondaga lui permettaient de faire des plongées à une profondeur maximale de 170 mètres (550 pieds) à une vitesse de 17,5 nœuds (32,4 km/h) et de naviguer en surface à 12 nœuds (22 km/h). Lorsque le sous-marin plongeait à la vitesse maximale, l'autonomie de ses batteries n'était que de 30 minutes. En mode de fonctionnement usuel, c'est-à-dire en naviguant à une vitesse de 12 nœuds en surface, le rayon d'action du sous-marin était de 8 000 milles nautiques.
Les deux batteries du sous-marin possédaient une grande capacité ; la première se trouvait sous la salle de commande et la seconde sous les quartiers de l'équipage. Elles mesuraient chacune 4 mètres de large par 10 mètres de long et 1,2 mètre de hauteur. Chacune d'elles était composée de deux groupes de 224 cellules, contenait 42 560 litres d'acide et avait un poids de 220 tonnes. Pour faire varier la vitesse du sous-marin, l'électricien responsable de l'opération des moteurs devait modifier le mode de couplage des batteries, soit en parallèle pour générer 440 volts de courant continu (DC), soit en les branchant en série pour obtenir 880 volts. Elles étaient reliées à des pôles électriques et la connexion du moteur à un seul ou aux deux pôles permettait d'obtenir la demi ou la pleine puissance de fonctionnement.
La recharge complète des batteries durait quatre heures et s'effectuait à l'aide de deux moteurs Diesel de seize cylindres en V à quatre temps construits par les chantiers de la Chatham Dockyard,. Ces moteurs répondaient au standard ASR (Admirality standard range), leur puissance était de 1 840 hp chacun et ils faisaient tourner un générateur English Electric de 1 280 kW. Lorsque les moteurs Diesel fonctionnaient, le sous-marin devait se trouver en surface ou tout près de celle-ci, car il était nécessaire de se débarrasser des gaz d'échappement produits par la combustion et de fournir un apport d'air frais pour les faire fonctionner. Lorsque le sous-marin se trouvait sous l'eau près de la surface, les moteurs Diesel utilisaient alors des schnorchels, des tuyaux de métal permettant l'évacuation des gaz de combustion et l'entrée d'air frais. Lorsque le submersible se trouvait en surface, l'ouverture de l'écoutille du kiosque facilitait l'entrée d'air requise par les moteurs Diesel.

### L'armement

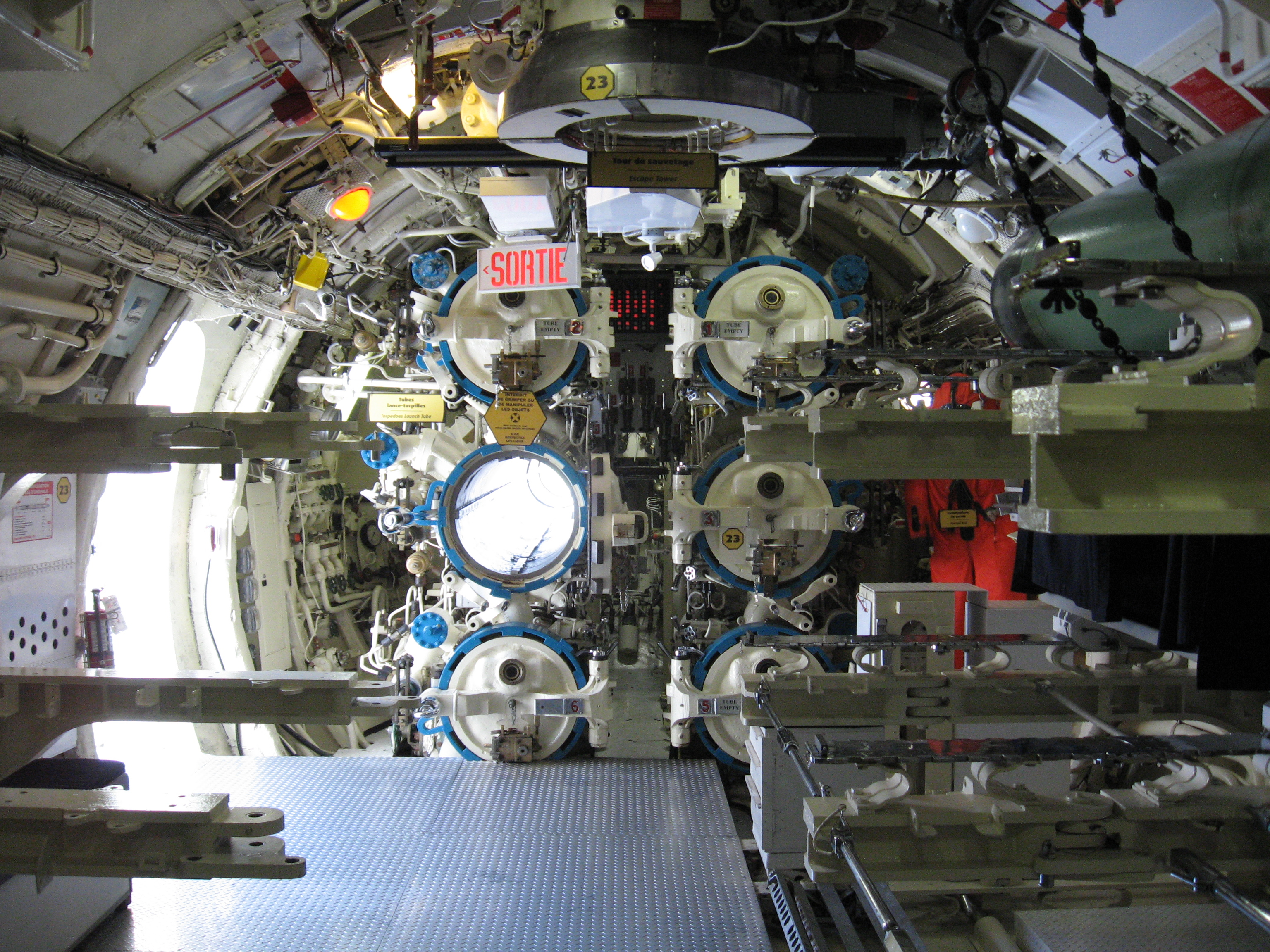
La chambre des torpilles située à l'avant du sous-marin

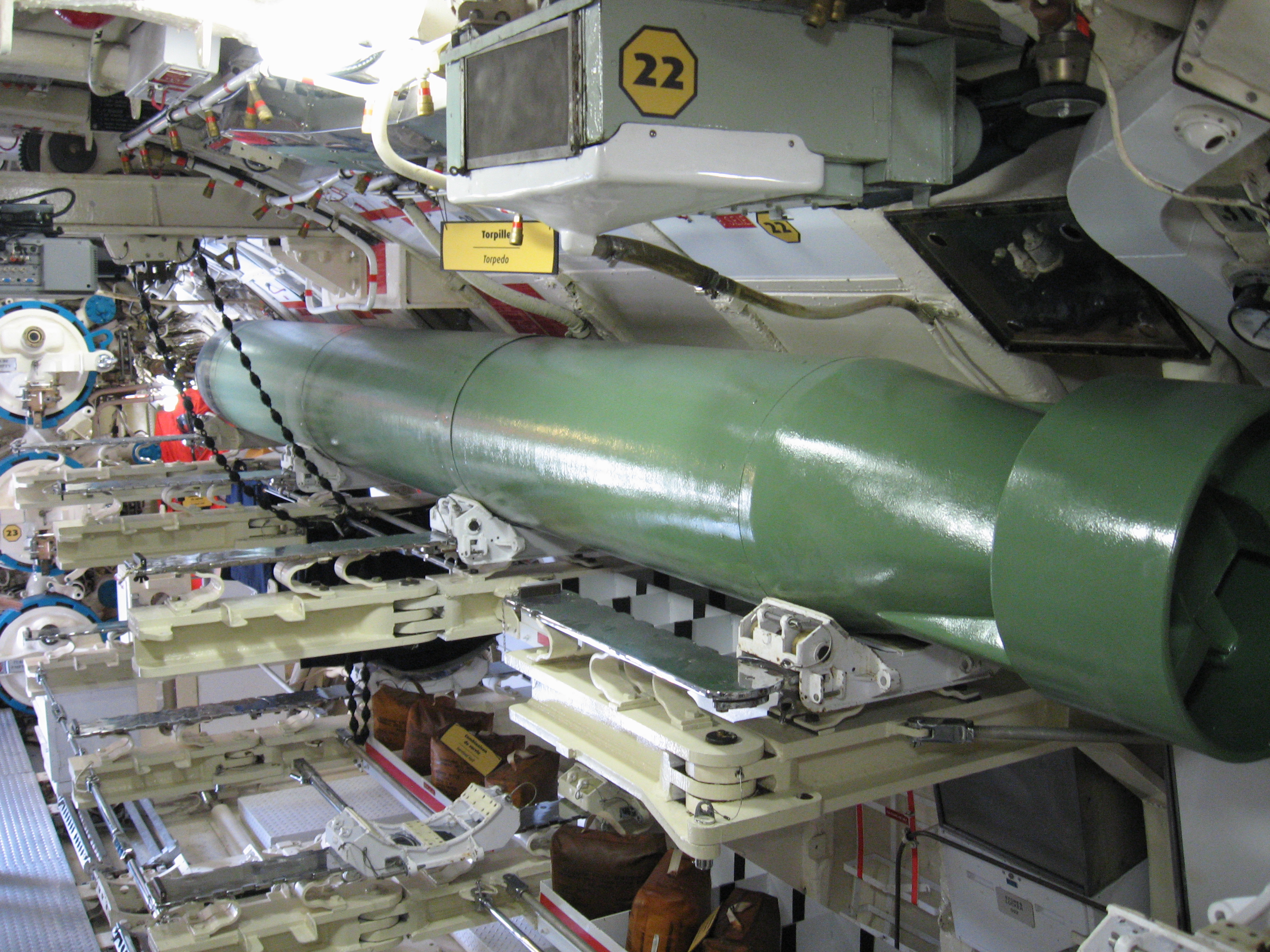
Emplacement d'une torpille dans la salle.

Lors de leur lancement, les trois sous-marins canadiens sont équipés de torpilles Mark 37 d'un diamètre de 48 cm. Ces torpilles fabriquées par l'entreprise américaine Northrop sont dotées d'un sonar actif-passif qui les guide pour atteindre leur cible. Les Mark 37 étaient considérées comme des armes défensives, car elles ne pouvaient se déplacer à plus de 17 nœuds, leurs charges explosives n'étaient que de 150 kg et leur portée de 11,5 milles nautiques.

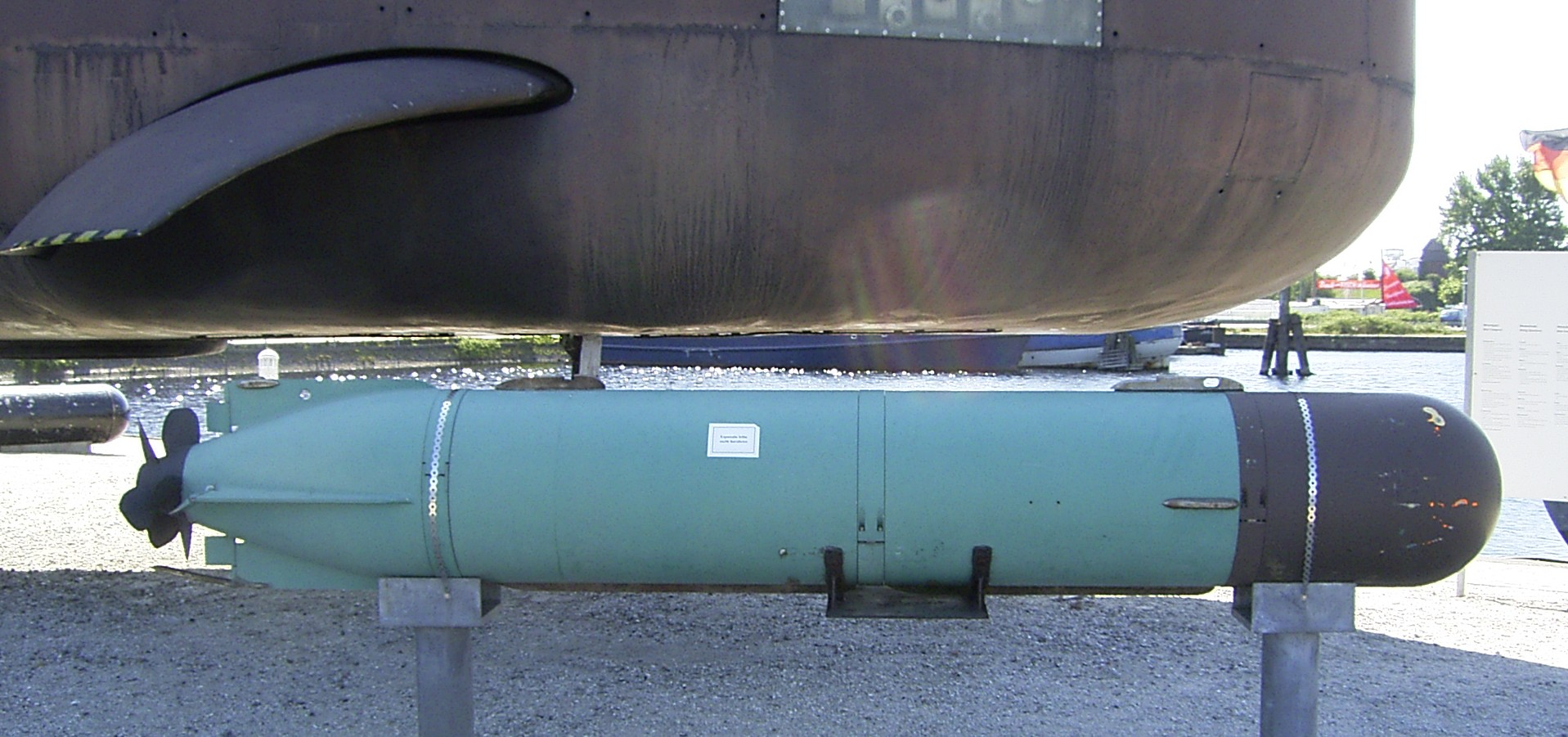
Une torpille Mark 37 mod-0 au Musée maritime allemand de Wilhelmshaven

Les Oberon étaient équipés de deux types de torpilles Mark 37 : un premier modèle sans système de guidage lancé par les tubes de contre-mesure situés à l'arrière du sous-marin et un autre modèle plus allongé possédant un système de filoguidage lancé en utilisant les tubes lance-torpilles situés à l'avant. Les deux modèles possédaient leur propre système de propulsion et n'avaient pas besoin d'air comprimé pour être éjectés des tubes lance-torpilles.
En plus de leurs faiblesses quant à la vitesse et la portée, les Mark 37 avaient le défaut de se « noyer » lorsqu'on les utilisait pour atteindre des cibles en eau profonde. Cette dernière faiblesse s'avérait très problématique, car les sous-marins nucléaires de l'époque atteignaient facilement des profondeurs beaucoup plus grandes. Des améliorations furent apportées aux Mark 37, augmentant leur vitesse de six nœuds et leur rayon d'action de douze milles nautiques, mais elles manquèrent toujours de force de frappe.
Les Mark 37 furent remplacées par des torpilles lourdes Mark 48 mod-4 lors de la refonte de 1983 à 1986. Les dimensions des Mark 48 étaient de 5,8 m de long avec un diamètre de 53,3 cm et leur poids était de 1 560 kg,. Ce poids constituait d'ailleurs un problème pour l'équipage des Oberon, car ces derniers n'étaient pas équipés d'un système mécanisé pour soulever les torpilles jusqu'aux tubes de lancement.
L'efficacité des Mark 48 face aux Mark 37 était indéniable : leur vitesse était de 50 nœuds à 55 nœuds, leur portée de près de 28,5 milles nautiques, elles pouvaient atteindre leur cible jusqu'à une profondeur de 900 m et leur charge explosive était le quadruple de celle des Mark 37. L’Onondaga transportait 14 torpilles Mark 48 à son bord, six dans les tubes lance-torpilles avant et huit en réserve.

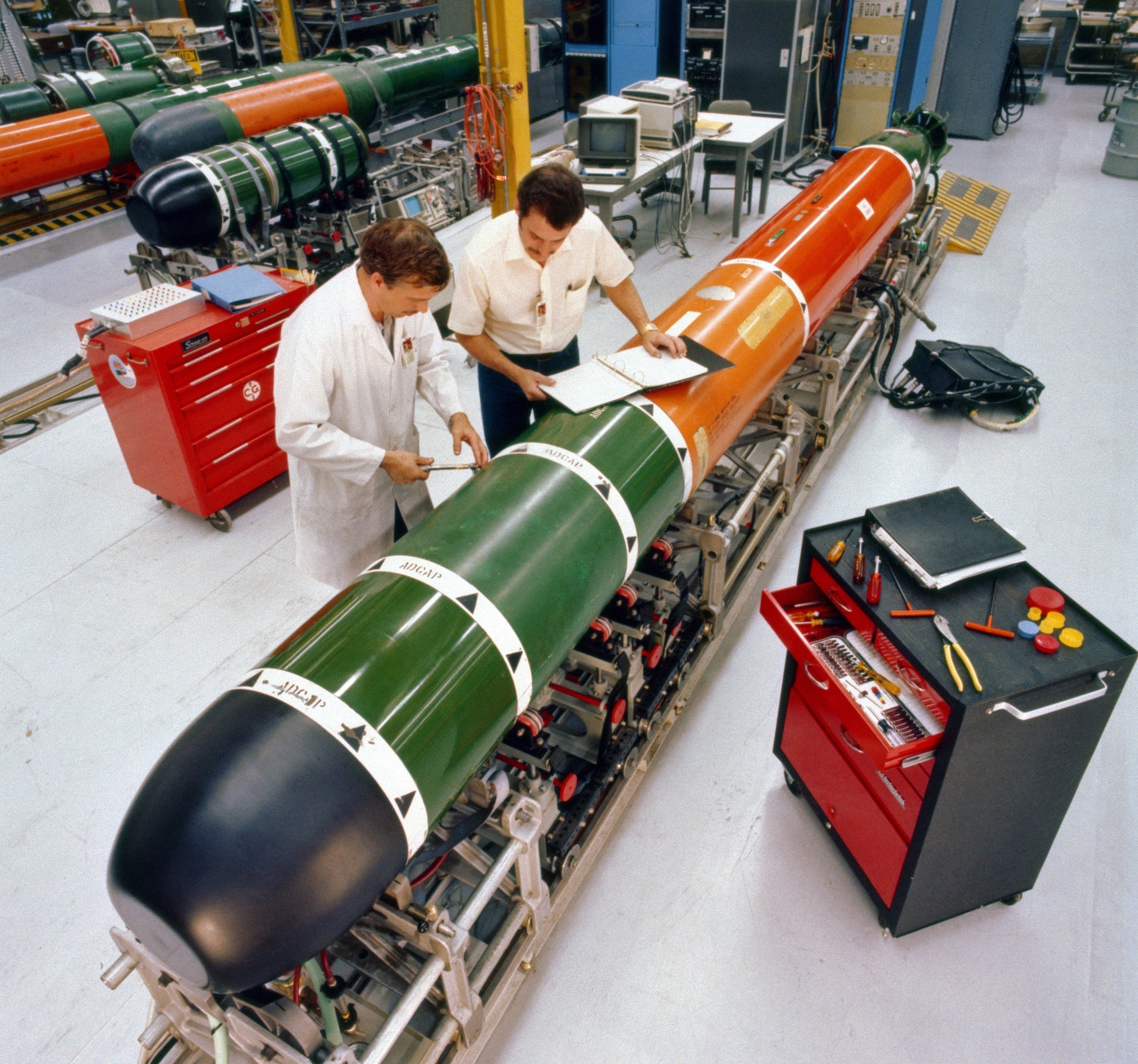
Entretien d'une torpille Mark 48 à Keyport aux États-Unis
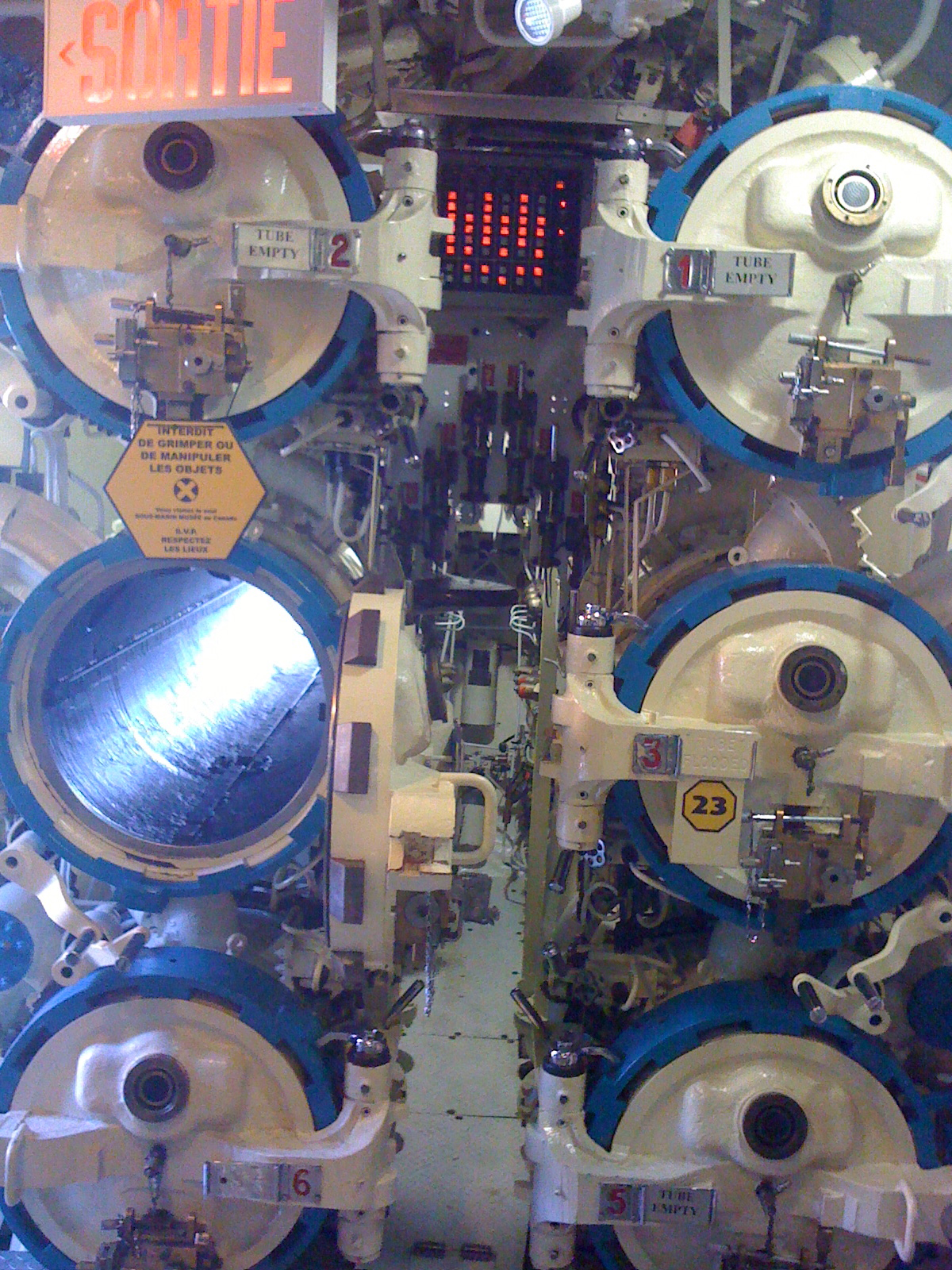
Les six tubes lance-torpille à l'avant de l'Onondaga

### La salle de commande et l'appareillage électronique

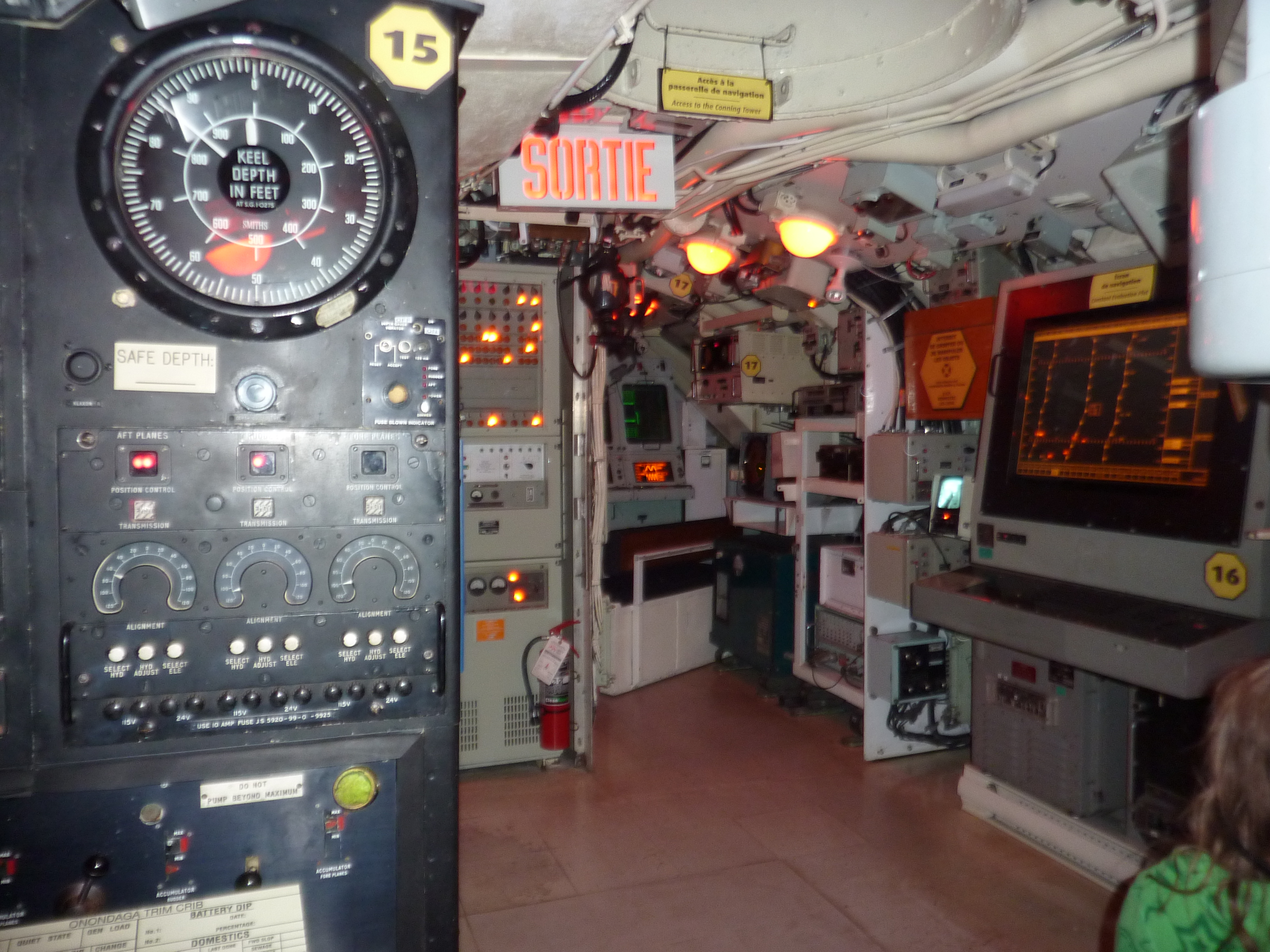
Salle de commande de lOnondaga

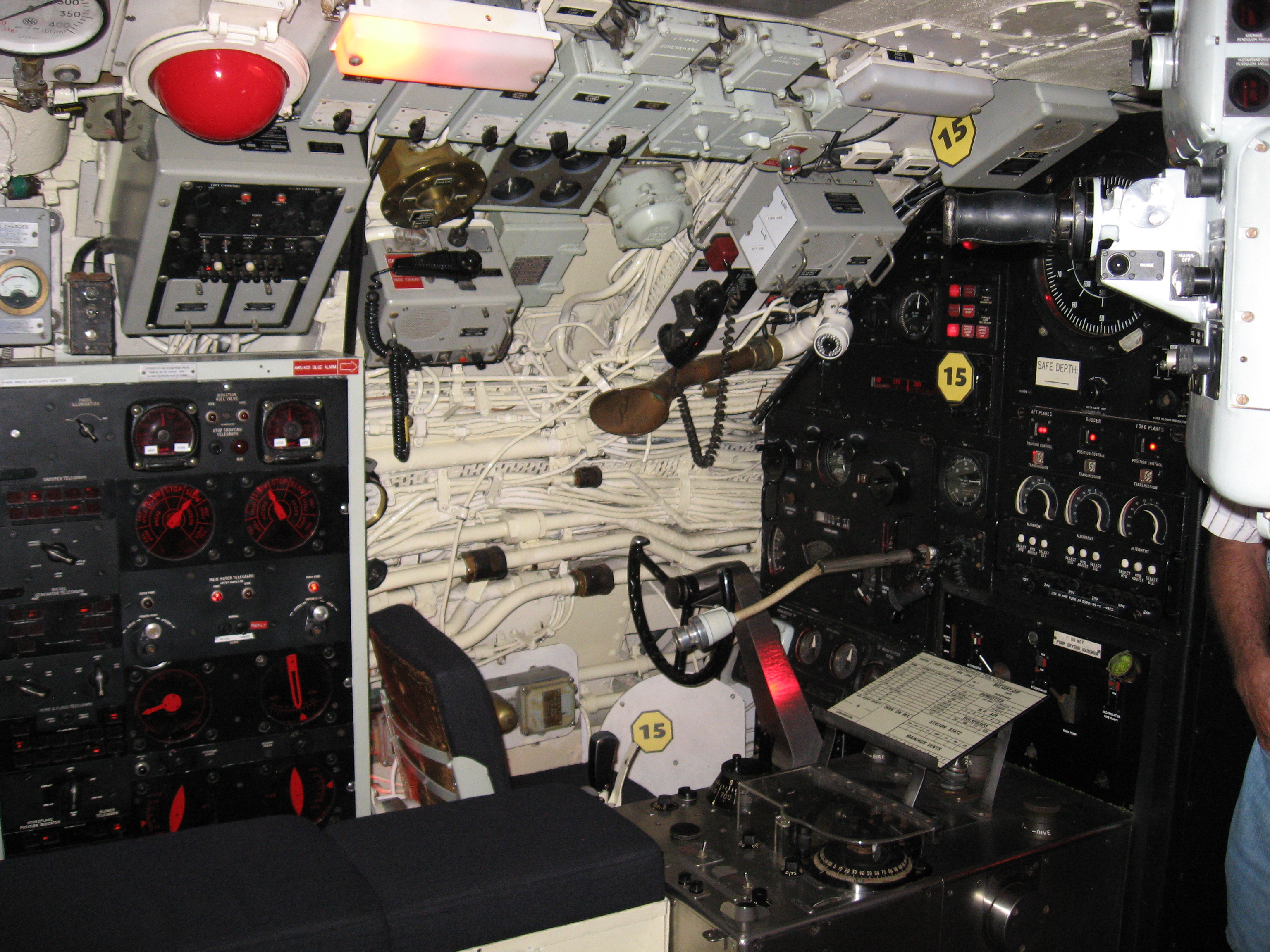
Barre et gouvernes de lOnondaga.

La salle de commande du NCSM Onondaga est le cœur opérationnel du sous-marin. À la demande de la marine canadienne, la conception de la salle utilise le principe de l'aire ouverte, ce qui fait que l'ensemble des opérations liées à la navigation, aux opérations de recherche radar ainsi qu'au contrôle de tir peut être visualisé en un coup d’œil par l'officier responsable du sous-marin,. Cette disposition permet aussi au commandant du sous-marin de donner plus facilement ses ordres de navigation et de combat.

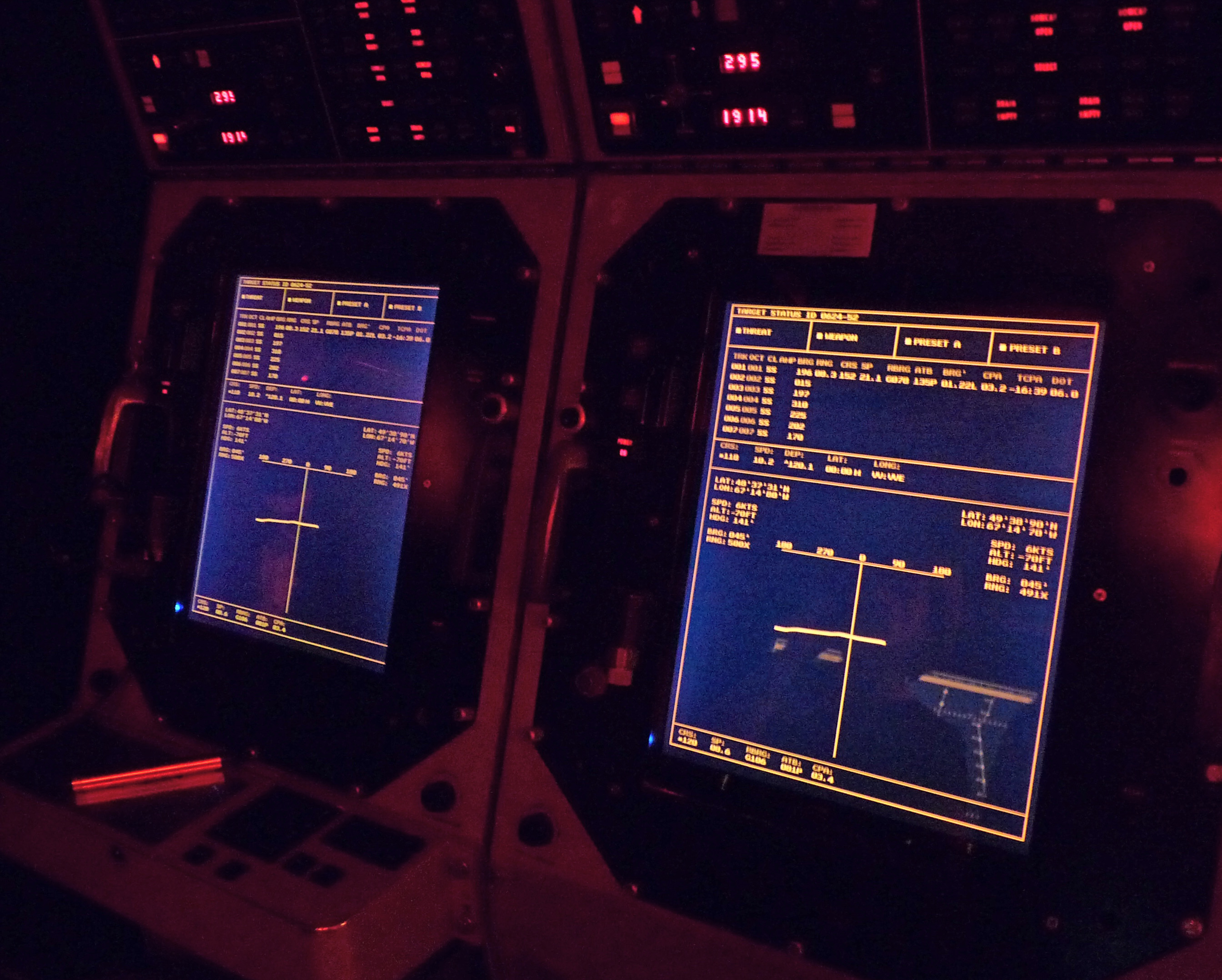
Écrans de contrôle de l’Onondaga

C'est dans la salle de commande que se trouvent tous les systèmes électroniques de commande, de navigation et de communications du sous-marin. Dans leur configuration finale, les Oberon étaient équipés d'un sonar actif-passif de type Plessey Triton 2051 à long rayon d'action servant autant à pister les cibles ennemies qu'à les attaquer, d'un radar de navigation Kelvin-Hugues 1006 ainsi que d'un système de contrôle de tir Singer Librascope SCFS Mk 1 mod C. On retrouvait aussi à son bord des sonars passifs traînés de type « Sperry Micro-Puffs AN-BQG-502 Ranger » permettant d'obtenir des données sur le trajet, la vitesse et la distance parcourue par le sous-marin.

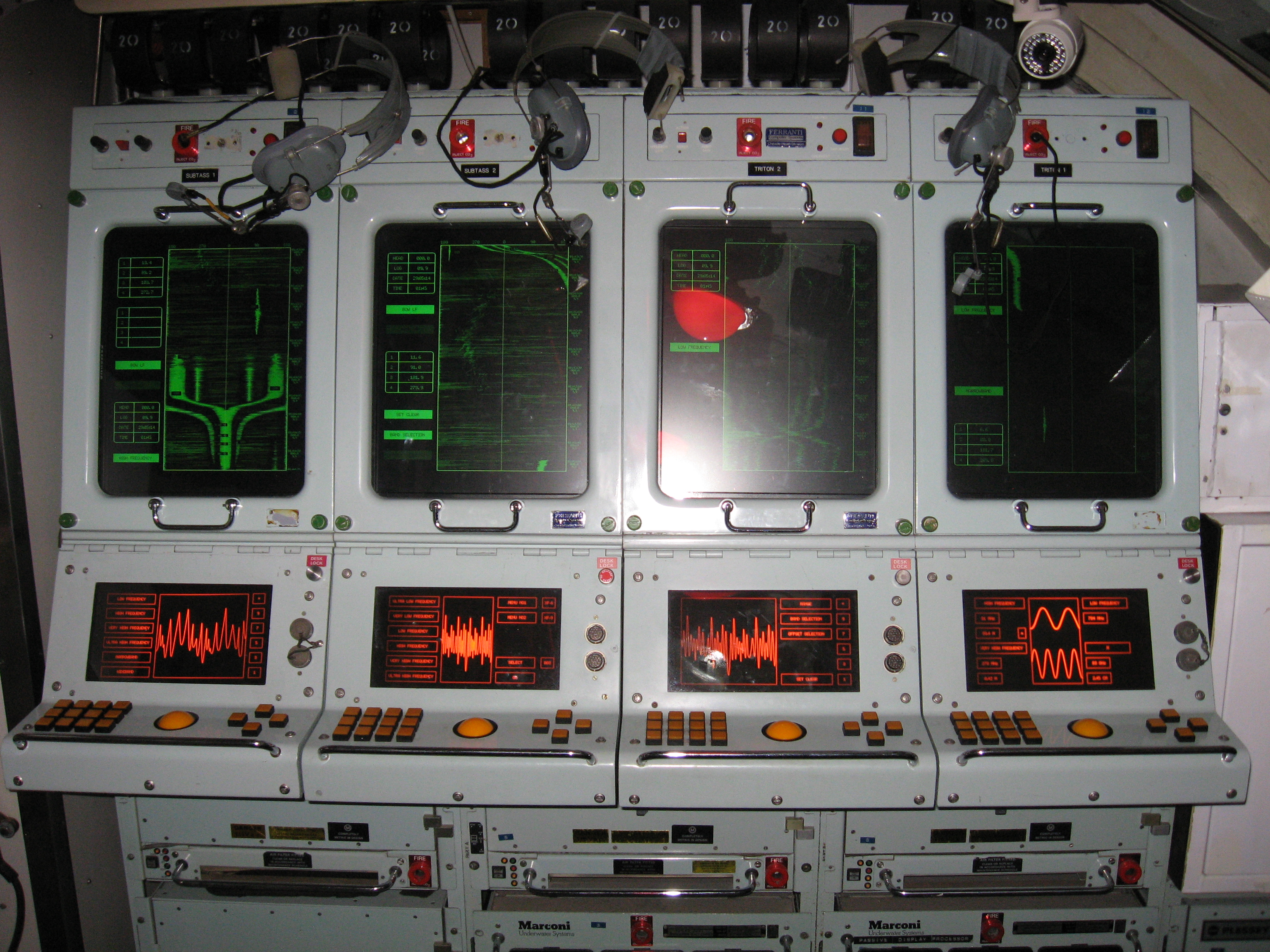
Écrans de contrôle sonar de l’Onondaga

Des sondeurs de détection en eaux profondes et peu profondes de type 773 et 776 et un système de sonar actif Velox pour l'analyse des données complétaient l'équipement d'écoute et d'écholocalisation de l’Onondaga. L'équipement télécommunication interne du sous-marin était composé de téléphones de type 183 pour les urgences sous-marines. Deux modèles de bathythermographes, le « MK 8 extensible » et le « type 2004 », mesuraient les données sur la température de l'eau.

### Le kiosque et les périscopes

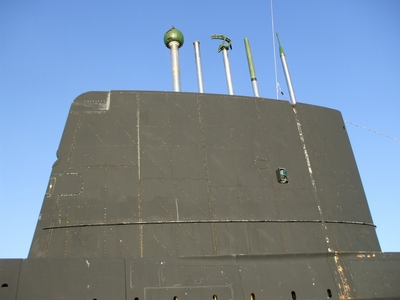
Le kiosque de l’Onondaga

Juste au-dessus du poste de commande, se trouve la passerelle de navigation, aussi appelée kiosque ou tourelle. L'espace du kiosque était surtout occupé par la présence de sept mâts rétractables : le mât de radar, une antenne de communication, deux schnorkels, une antenne d'écoute électronique et les deux périscopes du sous-marin.
Les périscopes sont rétractables et mesurent l'équivalent de la hauteur totale du sous-marin. Il est possible de les faire descendre et remonter grâce à un système hydraulique. Lorsqu'ils sont en position abaissée, « ils sont descendus dans les puits de remisage ». Les périscopes sont les yeux du sous-marin et lorsque ce dernier se trouvait à une profondeur d'immersion périscopique, soit à moins de 18 mètres de la surface, ils permettaient à l'officier en service de scruter la surface de la mer pour y détecter la présence d'un navire.
Le submersible possédait deux modèles de périscope de marque Barr & Stroud : un périscope d'attaque CH 74 et un périscope de recherche CK 24. Ce dernier servait à la navigation et à la recherche de cible et était équipé d'un siège électrique capable de faire un tour complet. Il s'agissait d'un périscope à deux lentilles de « type jumelles » permettant d'obtenir une vision en trois dimensions et qui pouvait aussi pivoter pour regarder le ciel. Le périscope d'attaque, de type monoculaire, n'était utilisé qu'en situation de combat et était plus petit que le périscope de recherche, ne laissant qu'un faible sillon difficile à détecter à la surface de la mer. Les deux périscopes possédaient un système automatique pour le calcul de trajectoire et le guidage des torpilles.

### Les systèmes auxiliaires

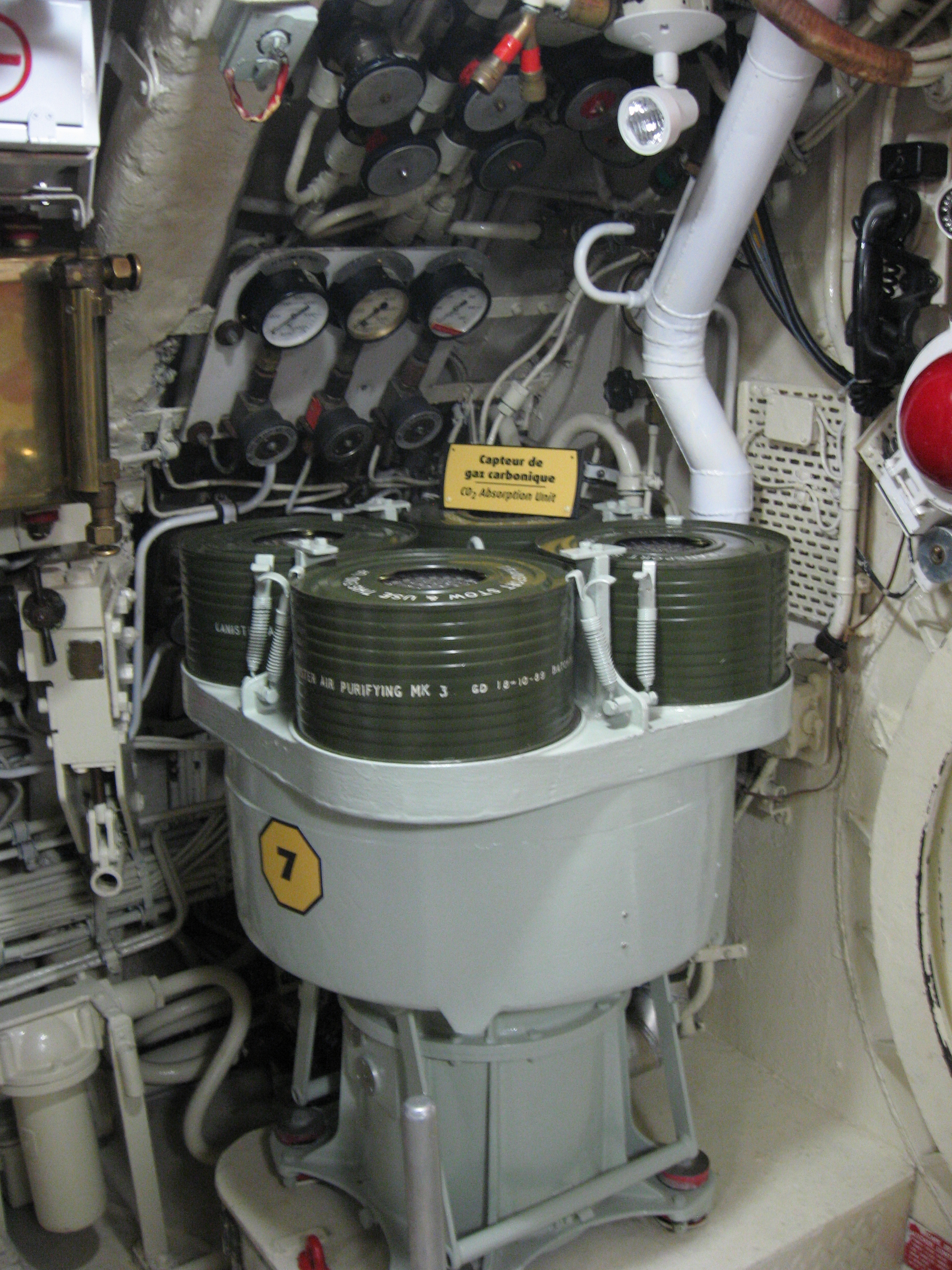
Capteurs de gaz carbonique de l'Onondaga.

Le sous-marin possédait un système de distillation d'eau de marque Caird and Rayner qui pouvait produire 115 litres d'eau à l'heure. Cependant, le système de distillation, sous la responsabilité des mécaniciens, fonctionnait rarement à plein régime. Le système d'air climatisé du sous-marin, d'une capacité de 400 000 BTU, était alimenté par un compresseur de marque Reavell à quatre phases qui produisait aussi l'air comprimé pour la vidange des ballasts. Deux pompes fournissaient la force hydraulique requise pour le fonctionnement du sous-marin. Plusieurs transformateurs électriques permettaient de répondre aux besoins du sous-marin.
Il y avait suffisamment d'espace à bord pour entreposer des vivres pour 90 jours pour 68 membres d'équipage. Les vivres étaient soit réfrigérés, soit conservés au sec. Un système d'éjection des déchets sous pression permettait de se débarrasser de ces derniers, même lorsque le sous-marin n'était pas en surface.
Les Oberon étaient équipés de quatre toilettes disposées en rangée par groupe de deux de part et d'autre du poste de commande. L'évacuation se faisait par gravité et les déchets s'amassaient dans un système de citerne pour le ramassage des égouts. On y retrouvait aussi trois douches situées tout près des toilettes et accessibles indistinctement à tous les membres de l'équipage.

### L'entretien
L'entretien et le maintien d'un sous-marin dans un état optimal de fonctionnement sont des activités beaucoup plus exigeantes que pour un navire de surface. Plus de dix des trente années de la carrière active du sous-marin ont été passées en travaux annuels d'entretien et d'inspection visant à le garder dans le meilleur état possible. Ces travaux touchaient principalement les systèmes de navigation, l'appareillage électronique ainsi que l'entretien de la coque et des structures.
En plus des travaux annuels d'entretien, le NCSM Onondaga a subi trois refontes majeures. Ce sont ces refontes qui ont été les plus marquantes du point de vue de l'évolution du sous-marin. Elles duraient environ deux ans et permettaient de s'assurer du bon état des appareils et de la structure du navire. Le sous-marin était alors littéralement démonté, toutes ses composantes inspectées et il était par la suite reconstruit.

## L'équipage

### Les fonctions des membres de l'équipage

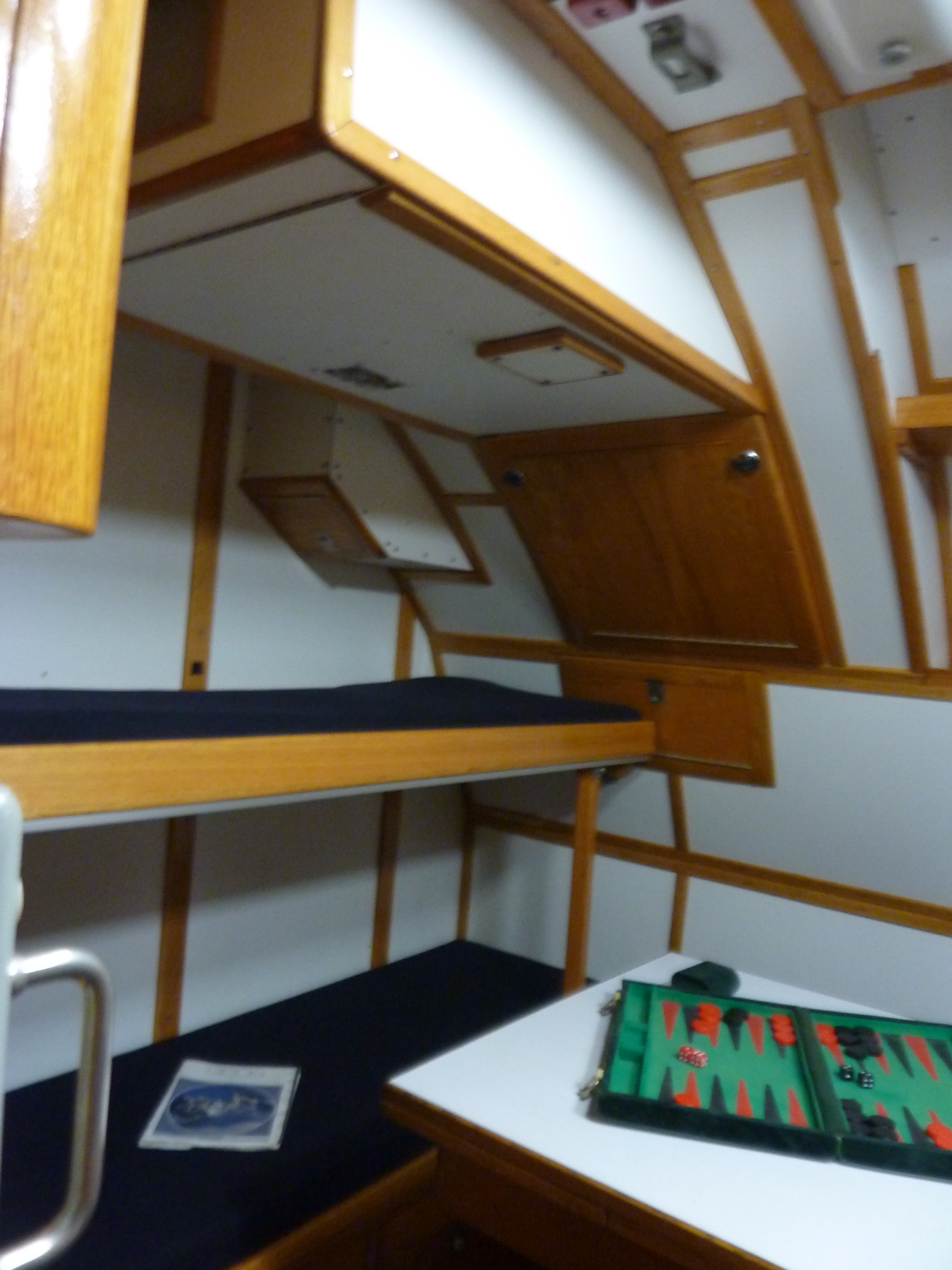
Mess des officiers du sous-marin l'Onondaga.

L'équipage du sous-marin se composait de six officiers et de soixante-deux membres d'équipage. Parmi ces derniers, on retrouvait une vingtaine de mécaniciens. Ceux-ci s'affairaient dans la salle des machines où ils avaient la responsabilité de veiller au bon fonctionnement du système de propulsion et des systèmes hydrauliques et de production d'énergie du sous-marin. Ils recevaient leurs instructions du PCNO (Poste central navigation opérations, ou bien "Central", tout court) par l'intermédiaire d'un système électrique de transmission d'ordres. Une dizaine de membres de l'équipage avait la responsabilité de l'armement et se trouvait dans le poste des torpilles, à l'avant du sous-marin. Le sous-marin comptait aussi une quinzaine de spécialistes des systèmes acoustiques (sonars), deux cuisiniers et une quinzaine de matelots. Bien que devant accomplir des tâches individuelles très spécialisées, dans un espace très restreint chaque sous-marinier devait être en mesure de (presque) tout faire à bord, en tout cas d'une manière élémentaire, afin de temporairement remplacer un homme défaillant. Se relevant par fraction d'équipage (bordée ou tiers), il arrivait souvent que, lors d'une sortie en mer du sous-marin, des membres de l'équipage aient croisé moins du tiers de leurs camarades.

### La vie à bord

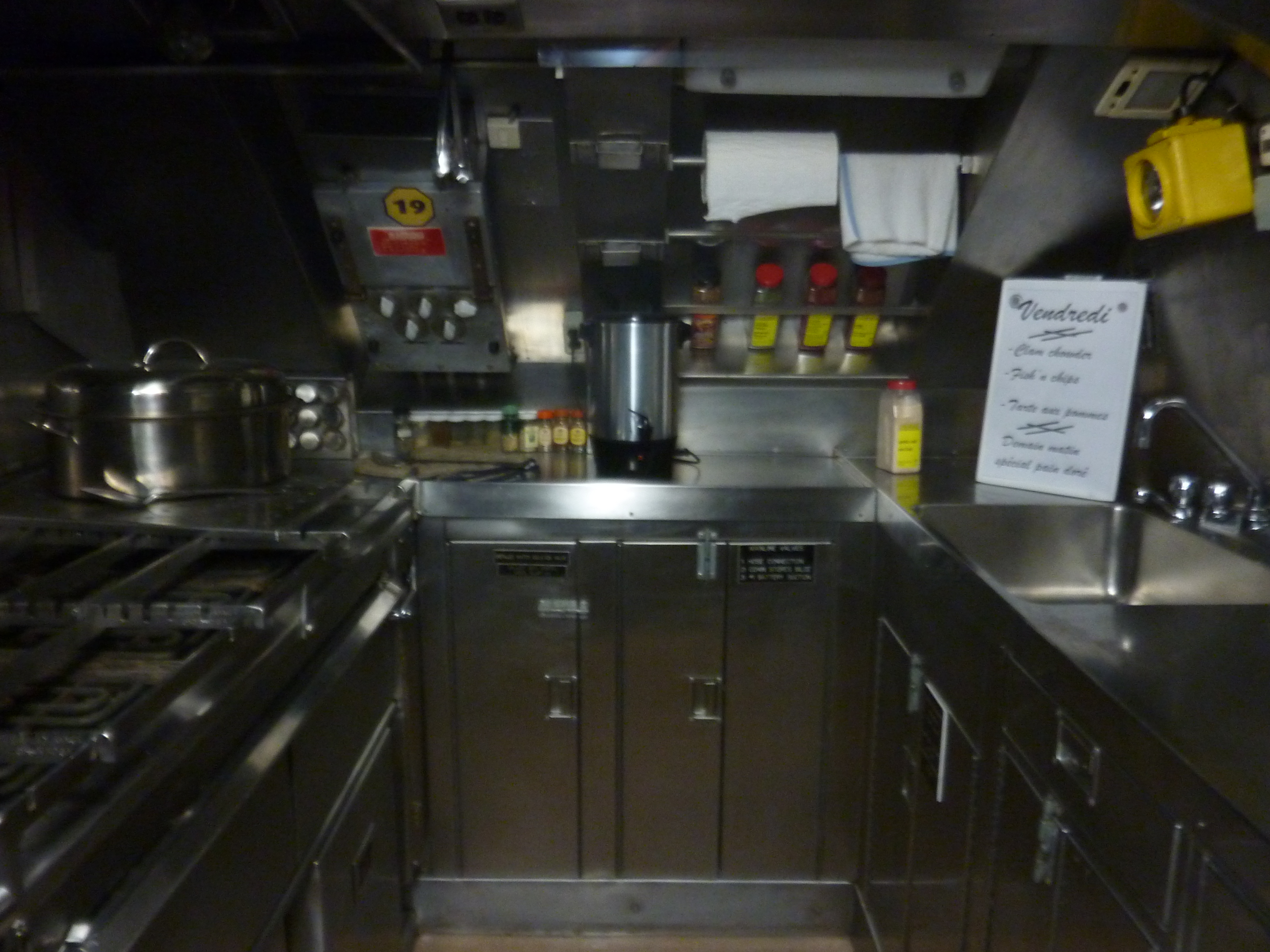
Cuisine de l'Onondaga.

Si « certains considèrent les sous-mariniers comme l'élite des marins canadiens », on peut affirmer que la vie à bord d'un submersible est très différente de celle des autres matelots. Les conditions d'hygiène à bord du NCSM Onondaga sont difficiles, les quarts de travail très longs et le « niveau de danger élevé »,. Même si les sous-mariniers canadiens étaient mieux rémunérés que leurs collègues en surface et que le nombre de candidats n'a jamais fait défaut, certains sous-mariniers étaient incapables de supporter ce genre de vie sur une longue période.
L'un des éléments marquants de la vie à bord d'un sous-marin, en particulier pour les sous-marins des premières générations, est l'espace exigu qui empêche toute intimité et oblige les membres de l'équipage à se côtoyer même lorsqu'il existe des différends entre eux. Le nombre de couchettes à bord de l’Onondaga était inférieur au nombre de matelots et certaines couchettes étaient installées dans la salle des torpilles. L'eau était souvent rationnée et l'accès aux douches insuffisant pour permettre aux membres de l'équipage de vivre dans des conditions d'hygiène normales. Très souvent, l'eau était rationnée dès le départ en mer du sous-marin.
Une autre problématique de la vie à bord de l’Onondaga était que la quantité d'oxygène dans l'air ambiant était plus faible qu'à l'air libre et une odeur d'huile diesel régnait partout. De plus, il fallait fréquemment y travailler dans l'obscurité ou sous l'éclairage d'une lumière rouge et se déplacer sans bruit dans un navire qui subit les aléas des conditions en mer. Pour ces raisons, les femmes n'ont jamais fait partie de l'équipage de l’Onondaga, mais elles sont aujourd'hui admises dans les sous-marins de la classe Victoria. Tous les aspects de la vie à bord de l’Onondaga n'étaient pas aussi sombres, la nourriture préparée par les cuisiniers était de bonne qualité et généralement en quantité suffisante et les sous-mariniers avaient même quelquefois le droit de consommer de l'alcool.

### La formation des sous-mariniers canadiens
Dès la mise en service des Oberon, la marine canadienne a mis en place un programme de formation pour l'entraînement des marins appelés à servir à bord de l'un des trois sous-marins. La formation, les manuels d'instruction et les procédures sont alors fondés sur les méthodes en usage dans la Royal Navy. La formation théorique de base, d'une durée de huit semaines, est d'abord reçue à l'école de formation maritime d'Halifax et est suivie d'une période de formation à bord de l'un des Oberon appelée On the job training (OJT) ou formation en milieu de travail. Pendant cette période de formation qui dure environ sept mois, chaque sous-marinier reçoit l'aide d'un matelot plus expérimenté. La formation couvre sept thématiques propres au sous-marin, un mois pour chacune d'elles, soit : les règles de sécurité à bord, les systèmes hydrauliques, les composantes liées à l'air et à la pression, les systèmes électriques, les routines d'urgence, les composantes de navigation et l'armement.
Les formations spécialisées se donnent en Grande-Bretagne. De plus, jusqu'en 1991 où l’Olympus, un navire non opérationnel stationné à Halifax, a commencé à être utilisé comme plate-forme d'entraînement, tous les sous-mariniers canadiens devaient se rendre en Grande-Bretagne pour recevoir la formation liée aux procédures d'évacuation. Cependant, à partir du début des années 1990 et à la suite de l'abandon de l'utilisation des sous-marins conventionnels par la Grande-Bretagne, les Forces canadiennes durent se résoudre à élaborer un programme complet de formation en sol canadien.
Pour les officiers, la situation était quelque peu différente. Dans les premières années suivant l'acquisition des Oberon, les officiers canadiens recevaient leur formation en Grande-Bretagne en suivant le Submarine officer training course ou SOTC, littéralement le cours d'entraînement des officiers sous-mariniers. Puis en 1981, les Forces canadiennes mettent sur pied un programme canadien de formation destinée aux officiers à Halifax. Les officiers canadiens recevaient aussi une formation spécifique reliée à l'armement et au système de contrôle de tir et, comme tous les sous-mariniers, ils devaient ensuite poursuivre cet apprentissage théorique par un stage à bord de l'un des Oberon.
Cependant, pour tous les officiers canadiens servant à bord des Oberon, l'objectif ultime était d'obtenir leur certification du programme de formation britannique appelé Perisher. Ce programme a la réputation d'être le plus difficile et le plus coûteux au monde (les coûts de formation sont évalués à 2,3 millions de dollars par candidat ce qui inclut les frais liés aux infrastructures, les coûts d'inscription d'un officier canadien étant de seulement 365 000 dollars grâce à une entente avec la Royal Navy). De plus, pour répondre aux besoins de ses officiers en matière de formation, la Marine canadienne a mis en place un programme de formation continue pour ses officiers connu sous le nom de Submarine officer continuation training ou SOCT, littéralement l'entraînement continu des officiers sous-mariniers.

### Distinctions honorifiques des sous-mariniers canadiens

#### Médaille du service spécial
Les membres des Forces canadiennes qui ont participé à « des activités ou opérations dans des circonstances exceptionnelles » et qui satisfont tous les critères d'éligibilité reçoivent la médaille du service spécial (MSS) en témoignage de reconnaissance. Entre 1968 et 1995, l’Onondaga participe à une vingtaine de missions effectuées dans le cadre d'opérations conjointes avec l'OTAN, missions qui sont reconnues dans le but de l'obtention de la distinction « MSS+OTAN - NCSM » pour les marins canadiens qui y ont participé.

#### Les dauphins
Les « dauphins » sont un insigne militaire de reconnaissance, spécifique aux sous-mariniers canadiens, créé en 1972, et portés avec fierté sur leur uniforme par ceux qui les ont gagnés. Cette reconnaissance est en quelque sorte « l'ultime marque d'accomplissement » du marin servant à bord d'un sous-marin, mais elle est aussi la marque de la « volonté d'apprendre » du sous-marinier et de son désir de rendre sa participation au travail de l'équipage la plus efficace possible.
Pour obtenir ses « dauphins », le sous-marinier doit d'abord réussir sa formation théorique à l'école de formation maritime d'Halifax et sa formation en milieu de travail. Il doit par la suite être en mesure d'accomplir toutes les tâches qu'on peut lui demander à bord, et ce, dans n'importe quelle condition. Il doit connaître par cœur tous les systèmes, valves, boutons et tuyaux du navire et être en mesure d'en décrire l'utilité, le fonctionnement et le rôle. L'une des difficultés majeures pour l'obtention des « dauphins » par l'élève sous-marinier a trait à la maîtrise du fonctionnement des nombreuses valves manuelles présentes sur l’Onondaga qu'il doit apprendre à reconnaître et à manipuler dans l'obscurité. Afin d'être plus facilement reconnaissable dans le noir, chacune des valves de l’Onondaga possédait une poignée de forme distincte.

## Histoire

### Les premiers sous-marins de guerre canadiens

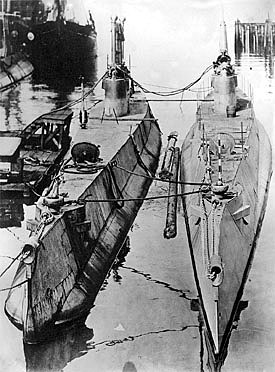
Les premiers sous-marins canadiens, les CC-1 et CC-2

Les premiers prédécesseurs des Oberon canadiens sont les sous-marins CC-1 et CC-2 construits à Seattle aux États-Unis et acquis en 1914 à l'aube de la Première Guerre mondiale,. Ces derniers demeurent en service jusqu'en 1918.
En 1921, le Canada fait l'acquisition de deux sous-marins britanniques construits à la fin de la Première Guerre mondiale, les CH-14 et CH-15. Ces derniers ne sont en service qu'une année puisque des contraintes budgétaires entraînent la fin de leur carrière au sein de la Marine canadienne.
Pendant la Seconde Guerre mondiale, les célèbres U-Boote allemands font des incursions dans les eaux canadiennes du fleuve Saint-Laurent et de la côte de l'océan Atlantique. Ils coulent plusieurs navires marchands lors de ce qui sera appelée la bataille du Saint-Laurent, mais le gouvernement canadien décide de ne pas acquérir de nouveaux submersibles.

### Contexte d'acquisition des Oberon canadiens
Durant la Guerre froide après la Seconde Guerre mondiale, les tensions croissantes amènent le Canada à assumer un rôle et des responsabilités plus importants au sein de l'OTAN particulièrement dans le domaine de la lutte anti-sous-marine. Cependant, le souhait de la Marine canadienne de disposer d'une flotte opérationnelle de sous-marins pendant les années 1950 ne s'est pas concrétisé puisque le gouvernement canadien s'oppose à l'achat de sous-marins pour des raisons budgétaires.
Malgré tout, la Marine canadienne tente de garder une certaine expertise au niveau des sous-mariniers. Elle effectue une série de prêts ou de locations à court et à long terme de sous-marins américains ou britanniques et réussit à permettre à un groupe de marins canadiens d'obtenir l'entraînement nécessaire à la profession de sous-marinier. Elle réussit même à maintenir une compagnie, le SM6 ou Sixth Submarine Squadron, littéralement le « Sixième Escadron sous-marin », à Halifax à partir de 1955.
À partir de 1958, il devient évident que la location de sous-marins s'avère plus coûteuse et moins pratique que la possession de sa propre flotte de sous-marins. En 1960, la Marine canadienne présente une étude au ministère de la Défense nationale dont l'objectif est l'acquisition de l'équipement nécessaire pour répondre efficacement aux besoins canadiens en matière de lutte anti-sous-marine.
L'option préférée de la Marine canadienne est l'achat de six sous-marins américains de la classe Barbel dont le coût d'achat est estimé à 160 millions de dollars et qui permettraient de mieux honorer les engagements canadiens envers l'OTAN en matière de lutte anti-sous-marine,. L'étude présente aussi une seconde option dont les coûts sont équivalents, soit l'achat de six sous-marins de la classe Oberon et la construction de quatre frégates, choix qui répondrait mieux aux besoins de la Marine canadienne en matière d'affirmation de la souveraineté du Canada et de la surveillance des côtes canadiennes,. Pour la Marine canadienne, il n'y a aucun doute sur la supériorité des sous-marins de la classe Barbel dont la conception date de 1955 par rapport aux Oberon dont la conception remonte à 1946. Cependant, un différend entre les États-Unis et le gouvernement canadien de John Diefenbaker sur le déploiement en sol canadien des missiles Bomarc dotés d'ogives nucléaires a pour conséquence que les Américains retirent leur offre concernant les Barbel en 1961.
Dans l'attente d'une décision et afin de combler les besoins urgents du Canada en matière d'entraînement de son personnel sous-marinier, la Marine canadienne acquiert le Grilse en 1961, un sous-marin usagé appartenant à la marine américaine,. Cependant, des considérations financières font que le gouvernement canadien hésite toujours au sujet de l'achat de sous-marins. En 1962, le ministère de la Défense nationale présente au gouvernement canadien une solution de remplacement qui préconise l'acquisition de l'équipement en plusieurs phases, la première étant l'achat de trois sous-marins de la classe Oberon, la seconde la construction sur le sol canadien de sous-marins plus modernes et la troisième la construction de huit frégates.
Cependant, c'est le contexte de la Guerre froide qui exerce une pression bien réelle qui fait en sorte que le Canada décide de faire l'acquisition de sous-marins de guerre. En effet, les sous-marins de la marine soviétique venaient parfois croiser tout près des côtes canadiennes et, pour se défendre, le Canada devait se doter d'une flotte permanente de sous-marins. Le gouvernement canadien décide finalement de faire l'achat de sous-marins Oberon neufs en 1962, achat qui est confirmé en octobre 1963 par le gouvernement libéral nouvellement élu de Lester B. Pearson. Le Canada passe alors une commande pour l'achat de trois sous-marins britanniques conventionnels de la classe Oberon.
L'entente initiale entre le Canada et le Royaume-Uni concernant les coûts d'acquisition des trois Oberon est de 40 millions de dollars auxquels il faut ajouter 7 millions de dollars pour l'achat des torpilles. Cependant, la Marine canadienne fait des demandes de modification et d'amélioration des caractéristiques des sous-marins ; ce qui a pour effet de faire grimper la facture qui s'élève finalement à 51,5 millions de dollars.

### La carrière militaire de l’Onondaga
Ce sont les chantiers navals de la Chatham Dockyard de Chatham au Royaume-Unit qui obtiennent le contrat de construction des trois sous-marins canadiens. Ces chantiers navals ont acquis une grande renommée dans la construction de sous-marins. Les travaux de construction du premier Oberon canadien, le NCSM Ojibwa, ont commencé en 1962 alors qu'il était destiné à la flotte britannique, mais sa propriété est transférée au Canada en février 1964.
La construction du NCSM Onondaga débute le 18 juin 1964 et se termine le 25 septembre 1965. Il est le premier sous-marin de la classe Oberon à être construit en intégrant plusieurs améliorations demandées par la Marine canadienne. La conception de ce qu'on a appelé les « super O-boats » incorpore le concept d'aire ouverte pour le poste de commande, la relocalisation des contrôles radars, un système interne de ventilation électrique et des systèmes améliorés d'air climatisé et de communication. La plus importante des améliorations est cependant la décision de la Marine canadienne d'armer les trois sous-marins canadiens des torpilles Mark 37, de fabrication américaine, plus légères, mais beaucoup plus fiables que leur équivalent britannique, les torpilles Mark 24 Tigerfish (en) de première génération qui équipaient les autres sous-marins de classe Oberon.

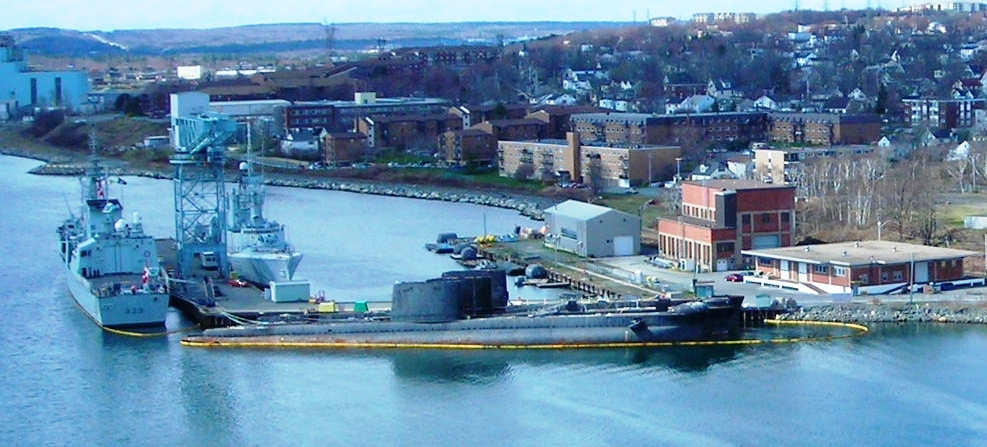
Trois sous-marins de la classe Oberon au quai d'Halifax

Dans le but d'accueillir les Oberon, la marine canadienne construit de nouvelles installations à Halifax, en particulier une jetée, une cale sèche, des bureaux administratifs pour héberger le personnel de la 1re escadrille de sous-marins et elle fait l'acquisition d'une grue permettant de soulever les navires.
Une assez longue période d'essai suit le lancement du sous-marin après la fin de sa construction en septembre 1965 et il n'entre en service que le 22 juin 1967, à temps pour faire partie des célébrations entourant le centième anniversaire de la Confédération canadienne. Il est tout de suite intégré à la 1re escadrille de sous-marins de la flotte de l'Atlantique de la Marine royale canadienne dont le port d'attache est la base des Forces canadiennes Halifax en Nouvelle-Écosse,. En 1968, le commandement de la flotte de l'Atlantique est transféré au Commandement maritime des Forces canadiennes (COMAR) récemment créé et au sein duquel les Forces maritimes de l'Atlantique (FMAR[A]) ont la responsabilité d'assurer les opérations navales canadiennes dans l'océan Atlantique et d'y défendre les intérêts canadiens,.
La plus grande partie de la carrière militaire du NCSM Onondaga se déroule dans l'Atlantique où il participe à plusieurs opérations sous l'égide de l'OTAN. En effet, pendant la Guerre froide, de nombreux navires canadiens participent à des exercices maritimes conjoints avec les navires d'autres nations membres de l'OTAN. Ces exercices permettent de simuler des actions militaires comme la destruction d'une cible ennemie sans se faire détecter par les navires en surface.
Cependant, le schéma des opérations annuelles du sous-marin est assez routinier. Une année typique débute par la remise à l'eau de l’Onondaga en janvier ou février à la suite d'un entretien annuel. Le sous-marin se dirige alors vers les eaux plus chaudes de l'Atlantique, dans la région des Bermudes ou des Antilles, pour y effectuer des manœuvres militaires. Il revient ensuite à Halifax où il est souvent nécessaire d'effectuer de nouvelles réparations. La suite de l'année se déroule près des côtes canadiennes, dans l'Atlantique ou dans les eaux britanniques pour des exercices de formation des sous-mariniers. La fin de l'automne marque le retour du sous-marin à son port d'attache à Halifax pour hiverner et y subir de nouveaux travaux d'entretien. Lors d'une année typique, le sous-marin passe 150 jours en mer.
L'un des premiers incidents marquants dans la carrière du sous-marin a lieu en juillet 1967, lorsque, au cours d'essais de plongée en profondeur, il s'échoue à 600 mètres de profondeur ; il réussit cependant à refaire surface par ses propres moyens. En 1968, dans le cadre d'exercices militaires en mer avec d'autres navires canadiens, il vient au secours de l'équipage d'un hélicoptère Sea King qui s'est écrasé. En mars 1972, il est le premier sous-marin canadien à visiter un port allemand, celui de Hambourg. Toujours en 1972, il participe à des travaux de recherche sur la répercussion des sons sous la glace dans l'Arctique canadien.
Entre mars 1975 et janvier 1977, le NCSM Onondaga subit sa première refonte majeure. La seconde refonte des Oberon est reliée à l'abandon par le Canada du programme d'acquisition des frégates vers la fin des années 1970 ; ce qui place la Marine canadienne en situation de faiblesse en matière de lutte anti-sous-marine. De plus, même si l'entretien des Oberon est fait de façon régulière, les trois sous-marins n'ont fait l'objet d'aucune amélioration depuis leur acquisition et leurs équipements électroniques se font vieillissants. Finalement en 1979, la Marine canadienne décide d'effectuer une refonte des trois sous-marins qui s'effectue à tour de rôle sur chacun des Oberon en débutant en février 1981 par la refonte du NCSM Ojibwa,,. Les travaux sur le NCSM Onondaga sont réalisés entre juin 1983 et avril 1984.
Cette refonte a aussi comme objectif d'améliorer les aptitudes des trois Oberon canadiens en matière de lutte anti-sous-marine alors que jusqu'à ce moment ils étaient plutôt utilisés comme cible,. Ce programme de rénovation majeure baptisé du nom de projet « SOUP » (Submarine Operational Update Program) est entièrement réalisé à Halifax,. Lors de ce programme de rénovation, le NCSM Onondaga est équipé d'un système électronique moderne de contrôle de tir, le Singer Librascope (SCFS MK 1), d'un nouveau sonar de type passif Sperry, d'un système de navigation gyroscopique par satellite SATNAV et d'améliorations aux périscopes en matière de vision nocturne. De plus, le périscope d'attaque fut doté d'un système d'enregistrement d'image à faible luminosité,. Les trois sous-marins reçoivent aussi d'importantes améliorations aux systèmes de communication internes et radio en plus d'être équipés de batteries plus performantes. Le projet « SOUP » se termine en 1986 et son coût total pour les trois sous-marins est de 45 millions de dollars.
Parallèlement au projet « SOUP », le Canada décide de remplacer les torpilles Mark 37 des Oberon par des torpilles lourdes Mark 48 qui possèdent une efficacité bien plus grande et dont le coût d'achat est de 125 millions de dollars, soit 1,25 million de dollars par torpille. Ce changement améliore de façon significative les capacités offensives des trois sous-marins ; ce qui entraîne l'OTAN à dispenser le Canada de l'obligation d'améliorer ses autres plateformes militaires navales dans le cadre des patrouilles conjointes de lutte anti-sous-marine dans l'Atlantique,.
Malgré ces améliorations importantes, la Marine canadienne commence, dès 1983, des démarches auprès du ministère de la Défense nationale dans le but de remplacer les Oberon. Le processus s'avère long et complexe et bute autant au choix du type de sous-marin, propulsion conventionnelle ou nucléaire, que sur le coût du projet,,. Le projet de remplacement est repoussé à de nombreuses reprises, d'abord en 1985, puis en 1987 et est finalement abandonné en 1989. Il est relancé en 1990, reporté en 1992 et reporté une autre fois en 1994.
Pendant ce temps, en 1989, le Canada achète à la Royal Navy le sous-marin Olympus dans le but de l'utiliser comme centre de formation à quai dans le port d'Halifax. Cet achat permet de résoudre un des problèmes majeurs rencontrés par la Marine canadienne dans sa tâche de maintien d'un escadron de sous-marins efficace : l'absence d'un lieu d'entraînement pour les nouveaux sous-mariniers.
Entre janvier 1989 et avril 1991, l’Onondaga fait à nouveau l'objet d'une mise à niveau importante. Il est alors équipé d'un sonar de type Triton, installé à la proue du sous-marin qui donne à celle-ci la forme bulbeuse si caractéristique de l'aspect extérieur du submersible lors des dernières années de sa carrière,. C'est aussi lors de cette refonte que les deux tubes lance-torpilles situés à l'arrière du sous-marin sont enlevés, l'espace ainsi récupéré servant à l'installation d'un sonar traîné de type passif. La marine canadienne décide cependant d'arrêter là l'amélioration des capacités offensives des Oberon qui ne seront pas équipés comme les sous-marins australiens d'un harpon subsonique permettant de lancer des missiles antinavires.
Au début des années 1990, la fin de la Guerre froide qui a suivi la dislocation de l'URSS et l'exercice de réflexion du gouvernement canadien concernant la conservation de l'arme sous-marine amènent le Canada à établir une liste de quatre objectifs qui seront désormais au cœur de la mission des sous-marins canadiens : « l'impact stratégique, l'équilibre des forces, la surveillance au service de la souveraineté et les rôles non combattants ».
En attendant une décision concernant le remplacement des sous-marins canadiens, l'achat d'un autre Oberon en 1992, l’Osiris, permet de trouver une solution au manque chronique de pièces de rechange pour l'entretien des trois submersibles. L’Osiris est entièrement démonté en Grande-Bretagne et les 22 000 pièces sont transportées à Halifax en 1993.
L'objectif de participation des sous-marins canadiens à des rôles non combattants est développé entre 1991 et 1994 lorsque les Oberon participent aux projets « Ambuscade et Grousse » pour le compte de Pêches et Océans Canada, visant à surveiller les flottilles de pêche portugaises, espagnoles et de la Nouvelle-Angleterre dans les zones des Grands Bancs et du banc Georges (en),. Dans le même cadre, les sous-marins canadiens participent aux opérations « Jaggy et Bluebird » pour le Solliciteur général du Canada dans le cadre de la lutte contre le trafic de stupéfiants.
En 1994, l’Onondaga est affecté à des opérations dans le Pacifique sous le commandement du capitaine de corvette W.A. Woodburn. Il s'agit alors d'un retour des sous-marins canadiens sur la côte ouest du Canada après une absence de plus de 17 ans.
Entre février 1996 et novembre 1997, le NCSM Onondaga subit sa 3e et dernière refonte majeure qui vise cette fois à mettre à niveau son système de propulsion. Lors de cette opération, la coque du submersible est coupée en deux, ses moteurs électriques et Diesel sont retirés et remplacés par des moteurs remis à neuf. Ces nouveaux moteurs proviennent du NCSM Ojibwa qui avait fait l'objet d'une refonte similaire deux ans plus tôt et qui avait alors reçu les moteurs de l’Osiris.
Le projet de remplacement des Oberon se conclut finalement le 6 avril 1998, le gouvernement libéral de Jean Chrétien prend alors la décision d'acheter pour la somme de 610 millions de dollars canadiens, quatre sous-marins britanniques de la classe Upholder mis de côté par la Royal Navy à la suite de la décision de la Grande-Bretagne de ne conserver que des sous-marins à propulsion nucléaire,. Les sous-marins de la classe Upholder, qui est par la suite renommée classe Victoria, sont des sous-marins modernes, construits à la fin des années 1980 ou au début des années 1990, qui ont très peu servi. Cette décision stratégique est prise dans le contexte de la participation du Canada à l'OTAN et dans le but de maintenir les capacités de lutte anti-sous-marine de la Défense canadienne. L'acquisition de ces nouveaux sous-marins permet au Canada de remplacer ses trois vieux Oberon qui ont depuis longtemps dépassé leur durée de vie utile estimée à vingt-cinq ans.
À la suite de la mise hors-service de ses sous-marins-jumeaux en 1998, l’Ojibwa en mai et l’Okanagan, en septembre, l’Onondaga devient le seul sous-marin canadien à continuer d'effectuer des activités en haute mer. Entre 1998 et 2000, sous la direction du commandant A.R. Wamback, le sous-marin effectue de longues périodes d'activité en mer en participant à l'entraînement de sous-mariniers, à des exercices maritimes nationaux et internationaux ainsi qu'au développement et à la certification d'armement. Lors de l'une de ces dernières opérations militaires, l’Onondaga se rend en Grande-Bretagne, à l'été 2000, pour participer à des exercices d'entraînements liés à l'arrivée dans la flotte canadienne des nouveaux sous-marins de la classe Victoria.
Après une carrière militaire de trente-trois ans, il est le dernier sous-marin canadien de la classe Oberon à être retiré du service, le 28 juillet 2000. Durant sa carrière militaire, l’Onondaga a parcouru plus de 500 000 milles nautiques, dont près de la moitié en plongée, visité plus d'une cinquantaine de ports dans une douzaine de pays. Aujourd'hui les sous-marins de la classe Victoria ont complètement remplacé ceux de la classe Oberon dans la marine royale canadienne.

### Les commandants
Pendant sa carrière militaire, le NCSM Onondaga a vu 33 commandants se succéder à la barre. La durée moyenne d'une assignation au poste de commandant du sous-marin était d'environ un an, mais la longévité de l'une d'entre elles fut d'un peu plus de trois ans. En revanche, certaines assignations ne durèrent pas plus de quelques mois. Certains officiers de la Marine royale canadienne agirent à plusieurs reprises comme commandant du navire tel que le commandant G.R. Meek qui fut assigné à ce poste à trois reprises.

## La conversion du NCSM Onondaga en navire-musée

### Le projet de navire musée du SHMP
Dès la fin de sa carrière militaire, des rumeurs mentionnent l'existence d'un projet de transformation du NCSM Onondaga en navire musée à Ottawa. Les plans de la marine canadienne prévoyaient qu'initialement le sous-marin serait découpé en pièces détachées pour être ensuite transporté au Musée canadien de la guerre,. Cependant, le projet du Musée canadien de la guerre s'avère trop coûteux et ce dernier abandonne ses droits sur le NCSM Onondaga en 2003,.
Le SHMP, qui caresse lui aussi un projet de conversion de sous-marin en navire musée, entreprend des démarches auprès de la Défense canadienne en décembre 2000 pour faire l'acquisition d'un Oberon. Les dirigeants du SHMP visitent l'intérieur d'un sous-marin à Halifax en 2001 et entament ensuite des démarches pour déterminer la faisabilité de leur projet. Au début de 2003, ils réalisent une étude de marché dont les conclusions sont positives au niveau du potentiel de fréquentation de l'exposition du navire musée et de la rentabilité du projet,.
En mai 2005, la marine canadienne annonce son intention de vendre à la ferraille les quatre sous-marins de la classe Oberon toujours en rade au quai d'Halifax en Nouvelle-Écosse, car leur état s'est fortement détérioré. Finalement, le Site historique maritime de la Pointe-au-Père fait l'acquisition de l’Onondaga en octobre 2005. Le coût total du projet est estimé à 3 millions de dollars qui seront obtenus grâce à une subvention de 1,6 million de dollars du gouvernement canadien, auprès de partenaires locaux du musée pour un montant de 600 000 dollars, le solde provenant d'une subvention du gouvernement québécois,.

### Le remorquage et l'installation du NCSMOnondaga

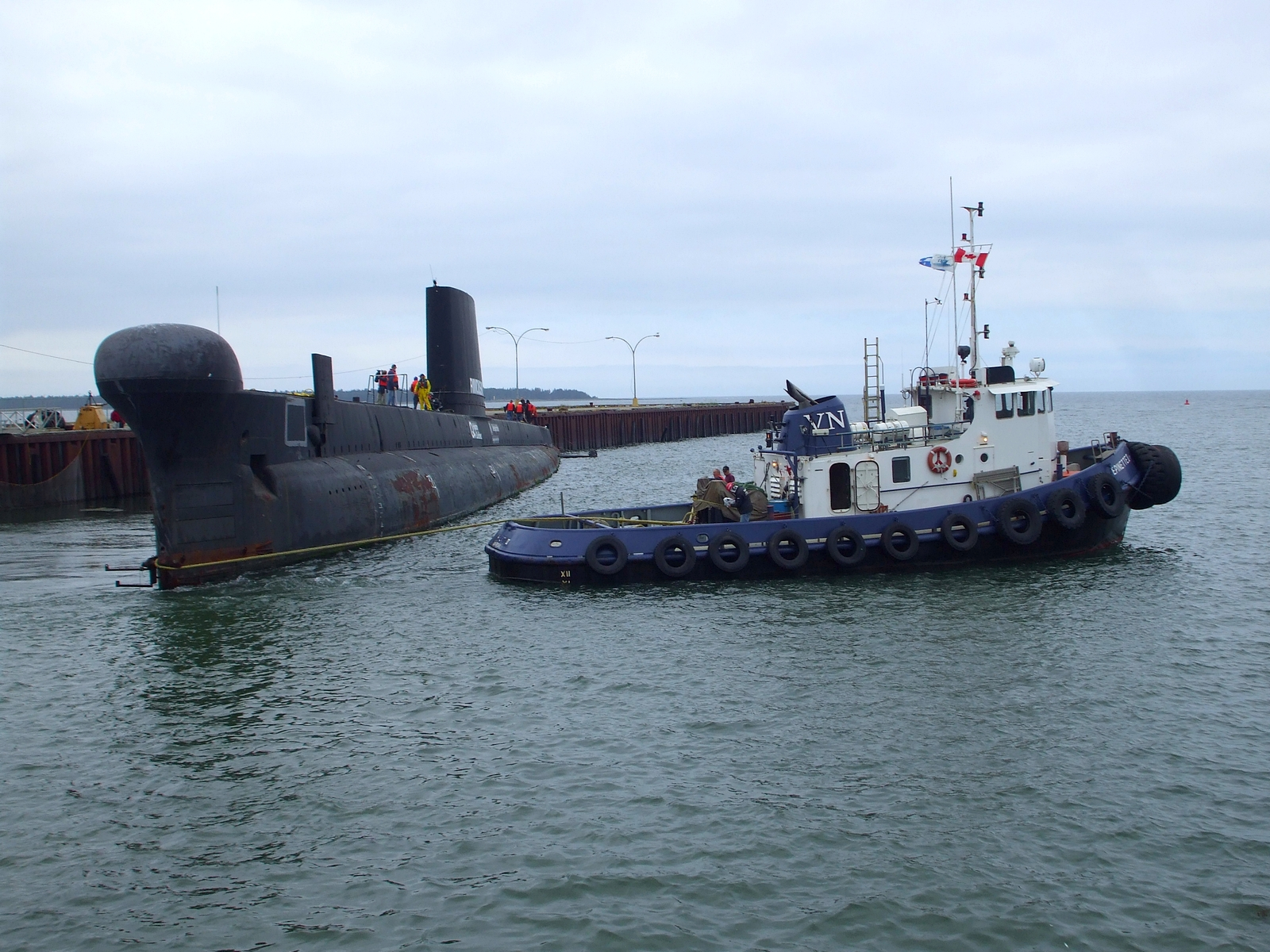
L’Onondaga remorqué de Rimouski vers Pointe-au-Père en 2008

Le sous-marin a d'abord été remorqué d'Halifax à Rimouski, un trajet de plus de 1 000 km qui a débuté le 11 juillet 2008 et s'est terminé le 17 juillet 2008,. À son arrivée au quai de Rimouski, le sous-marin est accueilli par de nombreux résidents, car le projet a fait l'objet de plusieurs reportages dans les médias locaux depuis son achat par le musée,.
L'installation du sous-marin lors de l'automne 2008, à l'ouest de la nouvelle jetée de Pointe-au-Père, ne se fait pas sans rencontrer de nombreuses difficultés. Le poids énorme de l’Onondaga et sa longueur rendent la tâche beaucoup plus difficile que prévu. Il faut d'abord attendre au 29 août pour remorquer le sous-marin du quai de Rimouski vers Pointe-au-Père, car les dirigeants du musée prévoient que les grandes marées d'automne faciliteront le halage du submersible. Les plans du projet prévoient que la destination finale du sous-marin pour son exposition est un bassin formé par enrochement et situé à proximité du quai de Pointe-au-Père,.

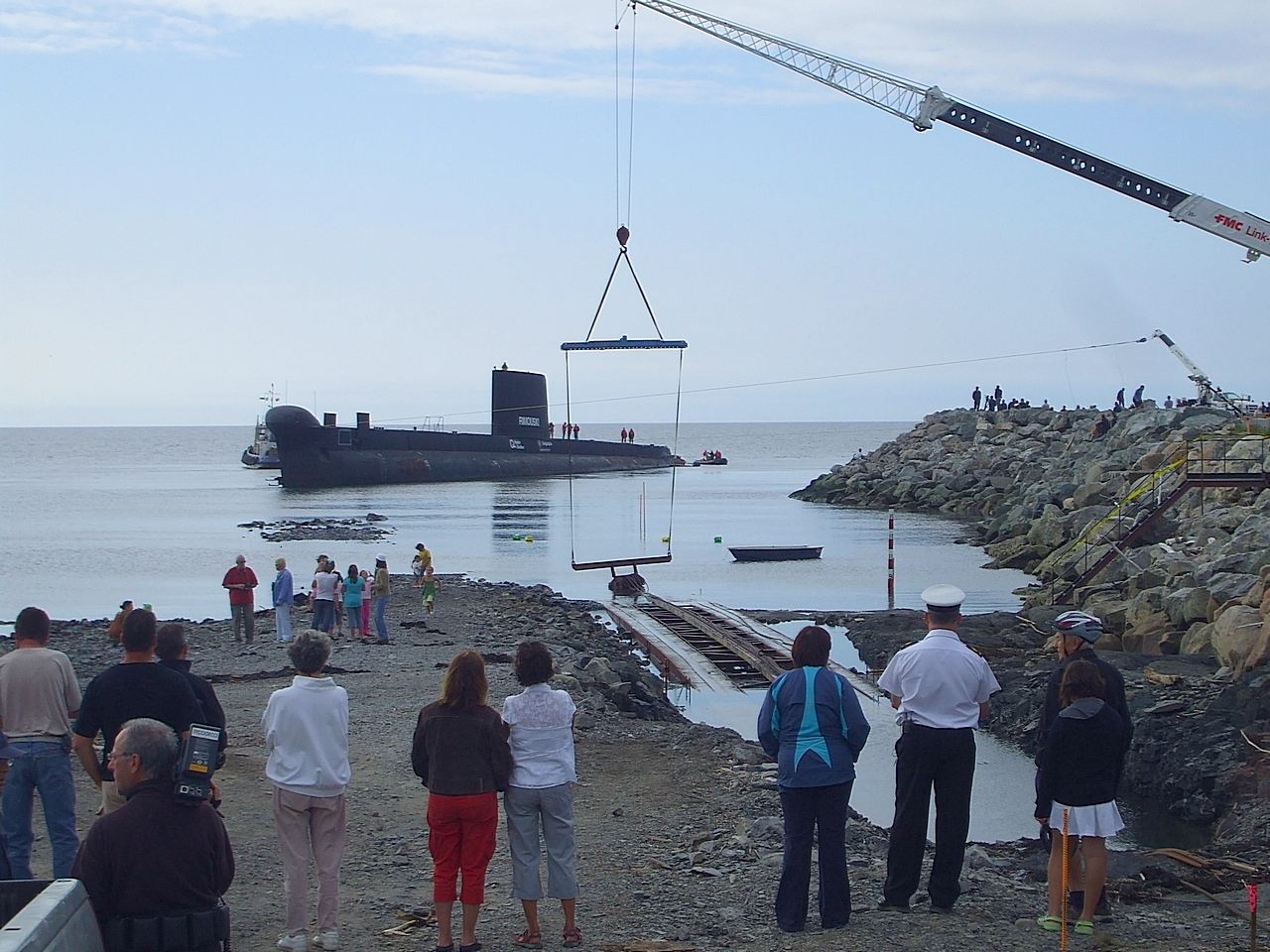
Préparation du halage de l’Onondaga vers son site d'exposition.

L'opération de halage de l’Onondaga vers son site d'exposition débute plutôt bien, mais à la suite des activités de halage du 31 août l'un des chariots de métal qui supporte le sous-marin sur son rail de halage cède et l’Onondaga se renverse sur le côté,. Les dirigeants du musée décident alors de ramener le sous-marin au quai de Rimouski afin de réparer les chariots et de poursuivre l'installation lors des prochaines grandes marées prévues à la mi-octobre,. Cependant, il faut d'abord redresser le sous-marin et plusieurs tentatives effectuées en septembre échouent, le sous-marin étant toujours renversé sur le côté le 2 octobre.
Le sous-marin est finalement redressé le 10 octobre, ce qui permet de reprendre les travaux pour le ramener à Rimouski. Ces incidents et les retards qu'ils occasionnent font en sorte que la direction du musée décide de ramener le sous-marin en lieu sûr au quai de Rimouski pour l'hiver et de reporter l'installation au printemps de 2009. Le 17 octobre, une tentative pour remorquer le sous-marin vers Rimouski fait en sorte de replacer le sous-marin dans une position permettant de reprendre l'installation. Les travaux d'installation du sous-marin reprennent en novembre et durent tout le mois, le sous-marin n'étant installé sur son site permanent que le 30 novembre 2008, trois mois après le début des opérations de halage,.
En décembre, des supports de métal sont installés pour assurer la stabilité de l’Onondaga et une digue de roche est construite autour du sous-marin pour le protéger de la mer et des glaces. Les travaux d'aménagement intérieur du submersible sont réalisés lors de l'hiver et du printemps 2009, ainsi que la réalisation d'un audioguide pour les visiteurs de l'exposition. Finalement le bâtiment d'accueil pour les visiteurs est construit en avril 2009.

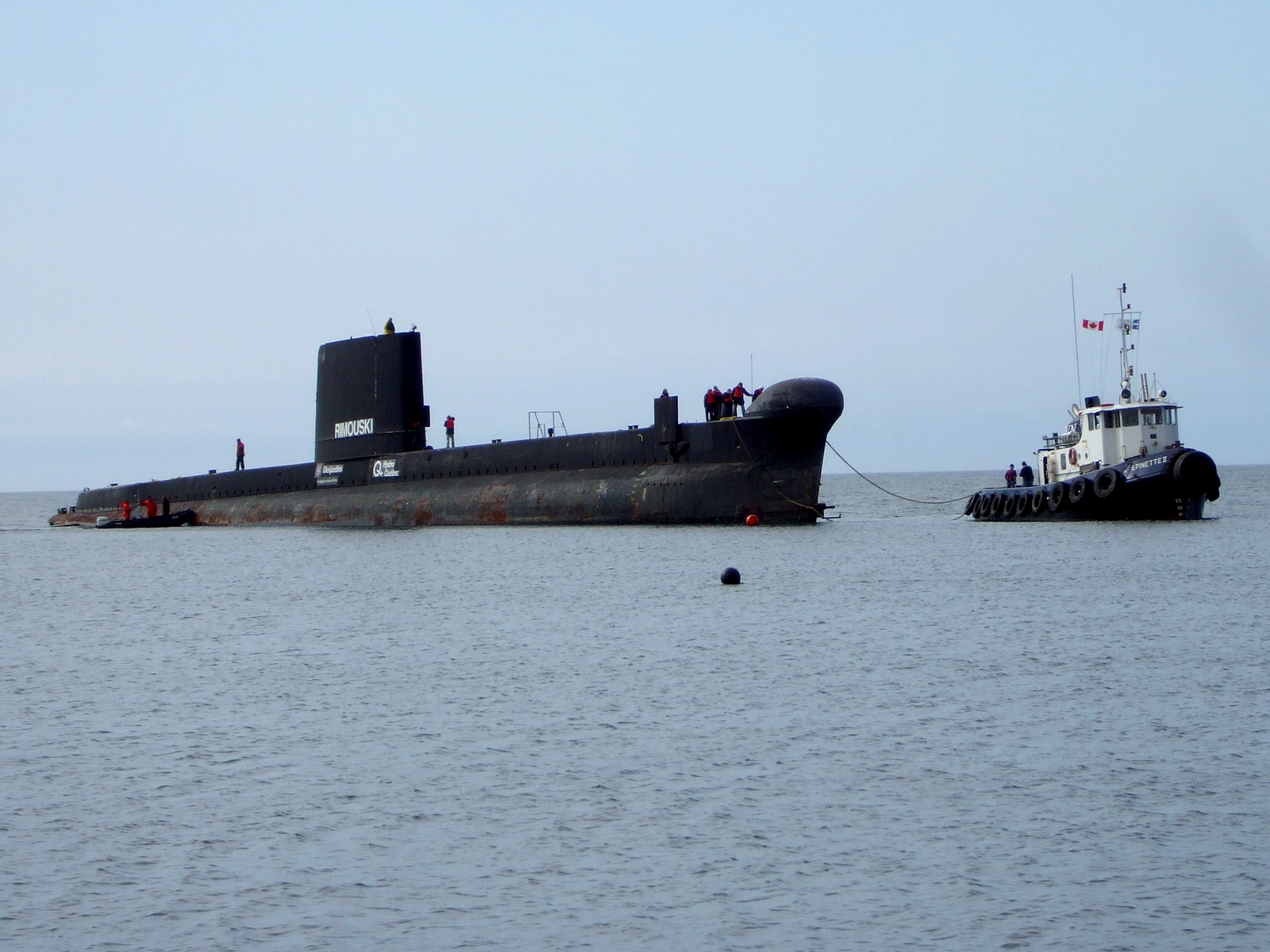
L’Onondaga à son arrivée au large de Pointe-au-Père en 2008
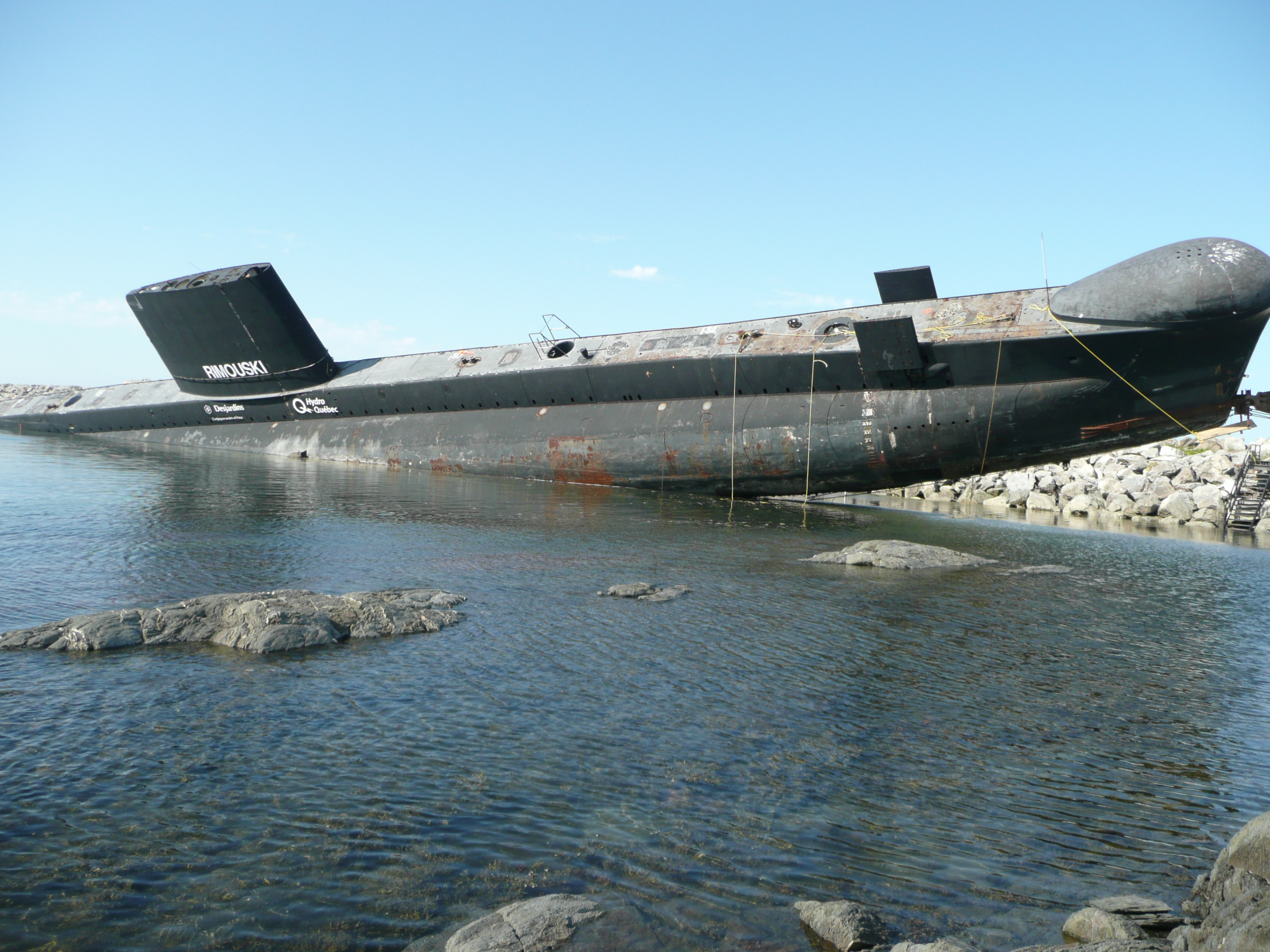
L'Onondaga renversé lors de son installation à l'automne 2008

### L'exposition du navire musée

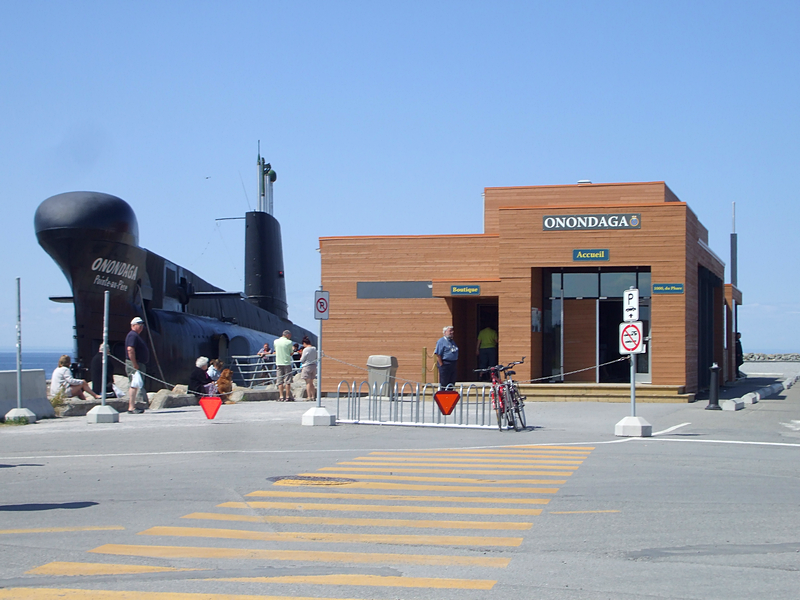
L’Onondaga et son bâtiment d'accueil agrandi en 2010

L'exposition permanente du sous-marin musée a été officiellement inaugurée le 13 juin 2009. Elle permet aux visiteurs de se faire une idée de la vie des sous-mariniers qui devaient vivre dans l'espace restreint d'un sous-marin de guerre, et de plonger dans l'ambiance des années 1970 et de la Guerre froide,. Les visiteurs peuvent aussi y vivre l'expérience de la vie à bord d'un sous-marin, le musée offrant la possibilité de passer une nuit à bord de l’Onondaga ; les visiteurs se retrouvent alors dans la peau d'un sous-marinier pour une nuit.

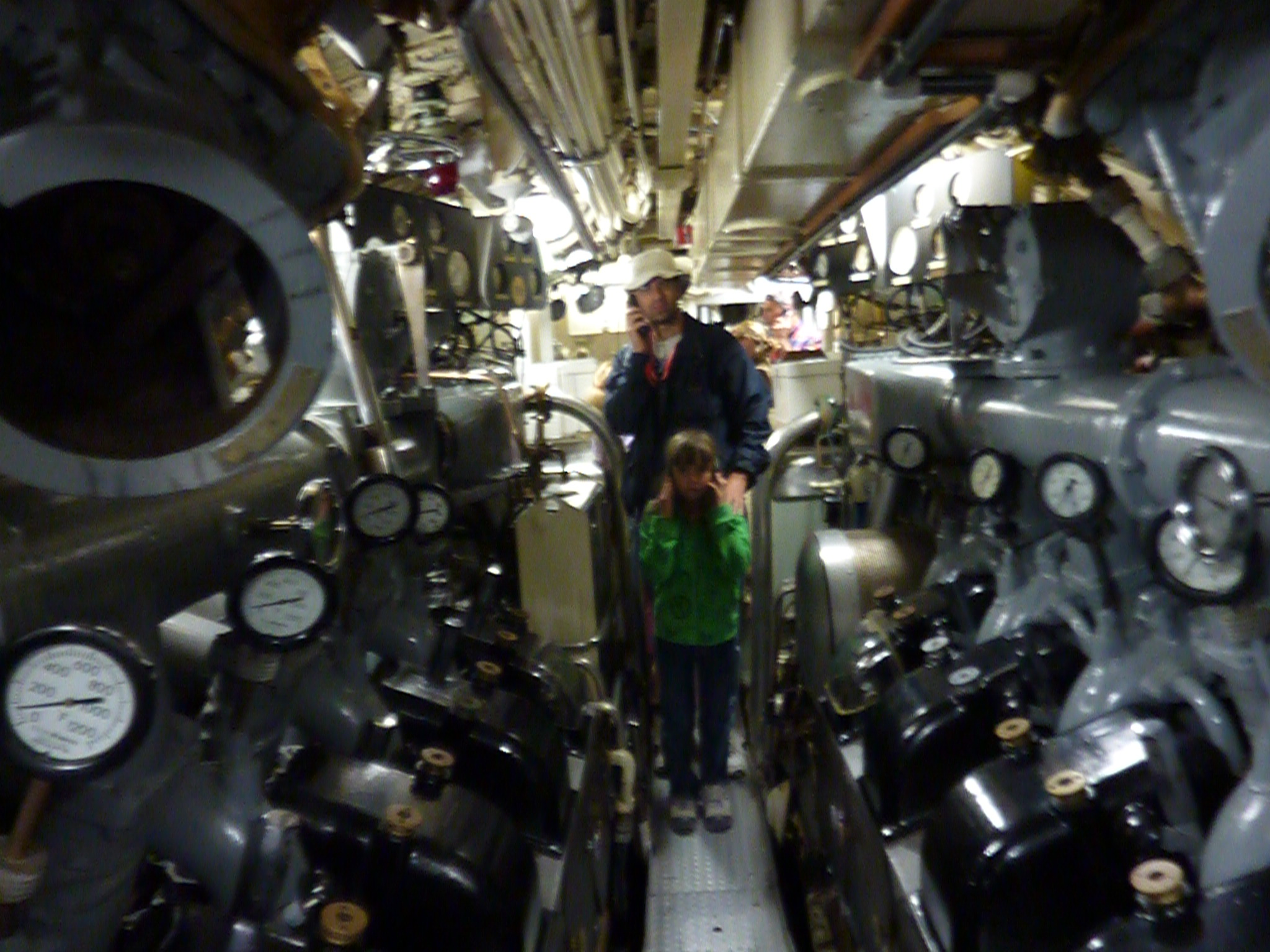
Visite avec audioguide du sous-marin (ici, la salle des machines).

En plus de présenter la thématique de la vie à bord d'un sous-marin, l'exposition fait une large place à l'appareillage électronique du sous-marin : écrans radars, sonars et tableaux de contrôle pour le lancement des torpilles. Le musée espère ainsi « rendre l’expérience de découverte du sous-marin plus réaliste » pour les visiteurs.
Les incidents hautement médiatisés liés à l'installation du sous-marin en 2008, ont eu pour effet de faire connaître le projet partout au Canada et même à l'étranger, ce qui a été très positif pour la fréquentation du musée, car plus de 90 000 visiteurs provenant pour la plupart de l'extérieur de la région ont visité l’Onondaga lors de la première année d'exposition. Le succès de l'exposition permet au musée de remporter le Lauréat Or des Grands prix du tourisme québécois en 2010.
En plus de la visite du sous-marin, les visiteurs peuvent découvrir le pavillon de l’Empress of Ireland, un lieu dédié à la mémoire des victimes du naufrage de ce transatlantique en 1914. Il est également possible de visiter le phare de Pointe-au-Père, le deuxième plus haut phare du Canada, ainsi que d'autres bâtiments associés au Lieu historique national du Canada du Phare-de-Pointe-au-Père.

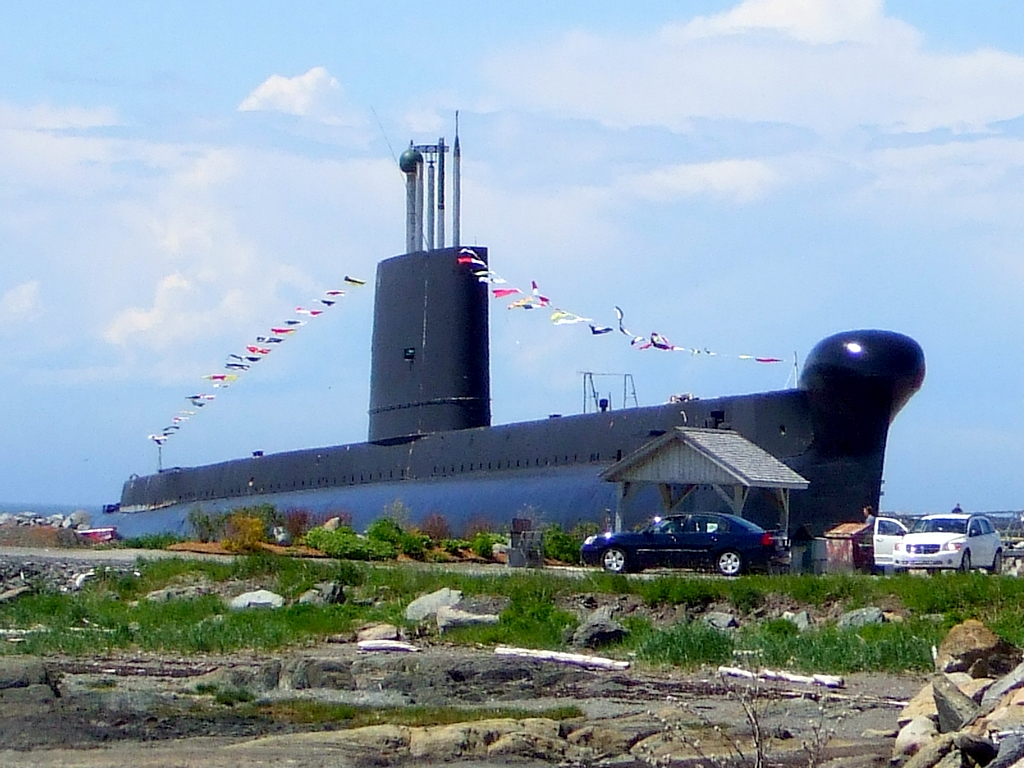
L’Onondaga : unique sous-marin musée au Canada en 2009
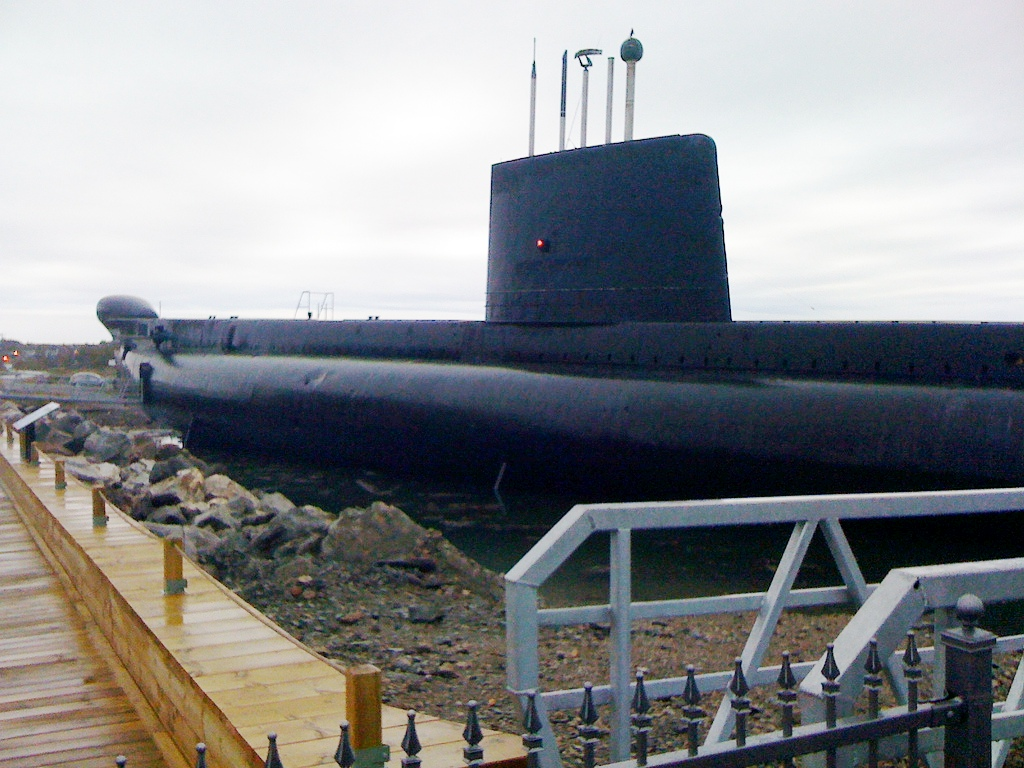
Rampes d'accès pour la visite de l’Onondaga
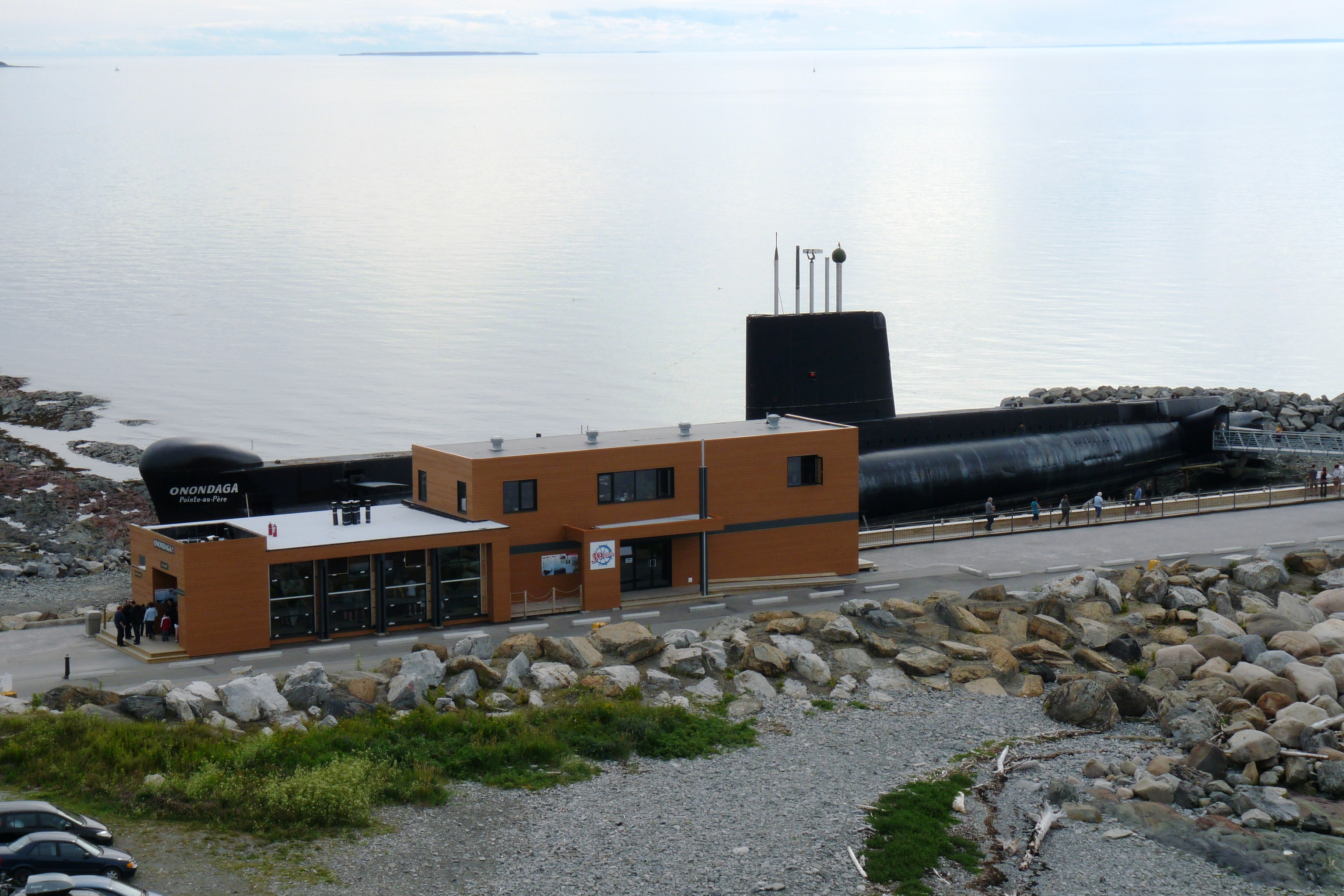
L’Onondaga et le pavillon d'accueil en 2010

## Filmographie
Le film Odyssée sous la mer : le NCSM Onondaga a été utilisé comme décor lors du tournage de ce film de science-fiction réalisé en 1972 et dont le titre de la version anglaise est The Neptune Factor.
Contrairement à certaines rumeurs, l’Onondaga n'a pas été utilisé lors du tournage du film K-19: The Widowmaker en 2002, le sous-marin canadien de la classe Oberon ayant probablement servi lors de ce tournage étant le NCSM Ojibwa auquel on a enlevé le sonar Triton près de la proue,.
La série documentaire Les Déménageurs de l'extrême : le sous-marin est la vedette d'un épisode de la série télévisée américaine Monster Moves dont la version québécoise porte le nom de Ça bouge en grand !. Cet épisode d'une heure, dont le titre original anglais est Supersize Submarine, raconte les péripéties du touage du sous-marin, depuis son départ d'Halifax à l'été 2008 et de son remorquage vers Rimouski, jusqu'à la difficile opération de halage hors de l'eau pour être transformé en navire-musée,.